# 日本書紀

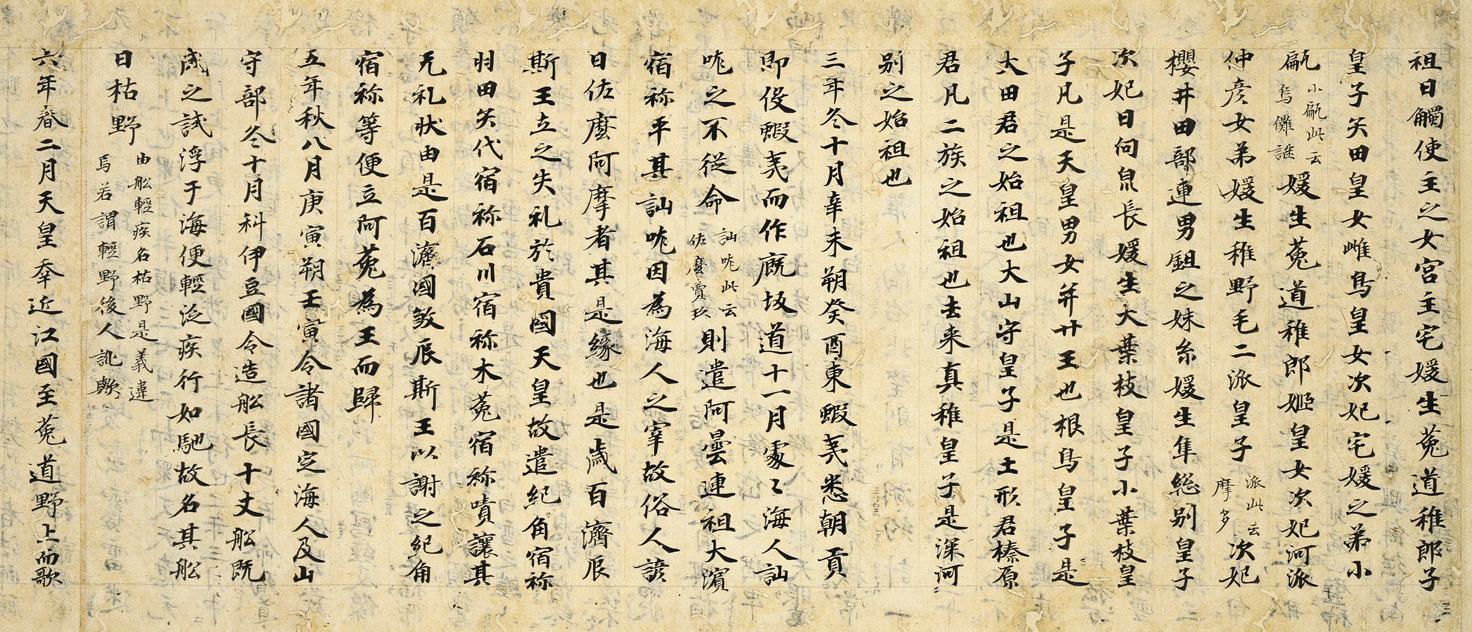
巻第十の写本（田中本）
奈良国立博物館蔵。国宝。平安時代・9世紀
現存最古写本。画像は現存第1紙（応神天皇紀）

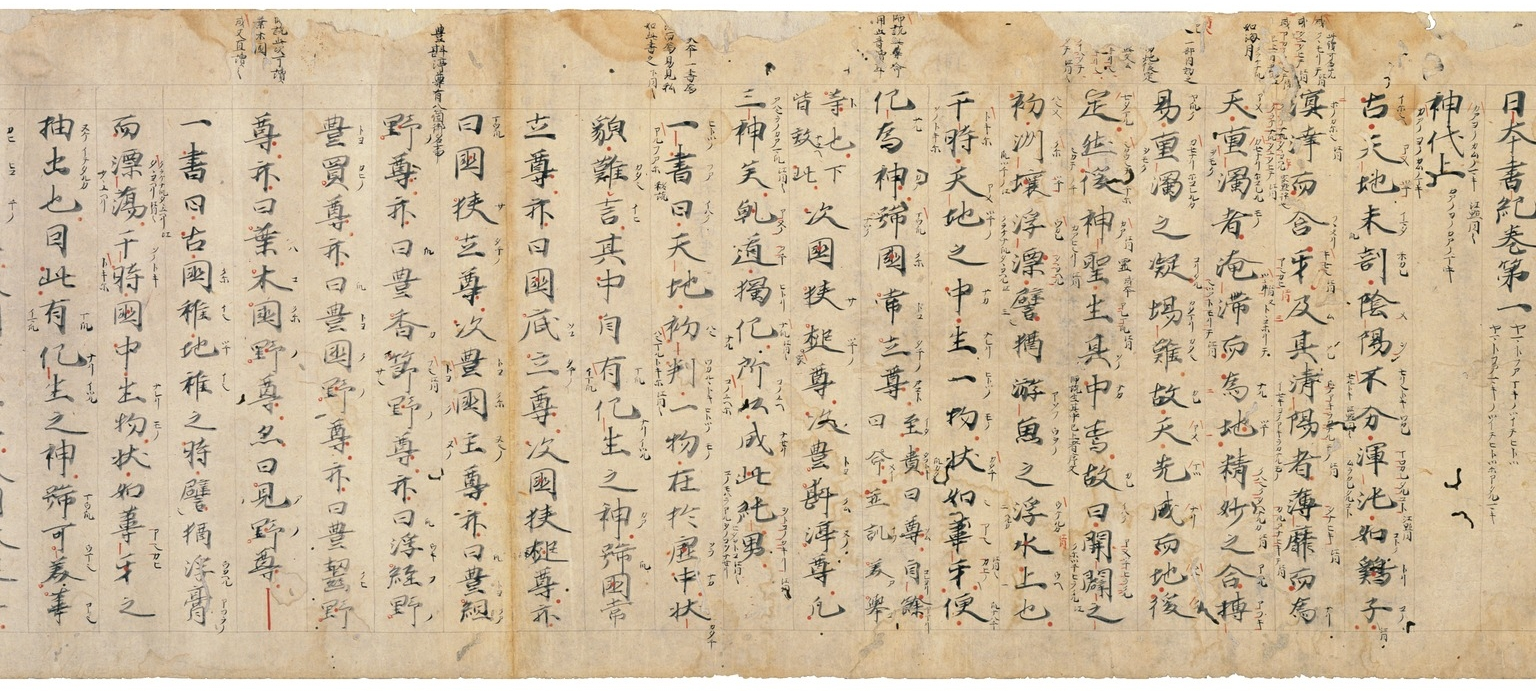
巻第一（神代巻上）の写本（吉田本、2巻のうち）
京都国立博物館蔵。国宝。鎌倉時代・弘安9年（1286年）。
卜部兼方奥書。画像は巻頭部分。

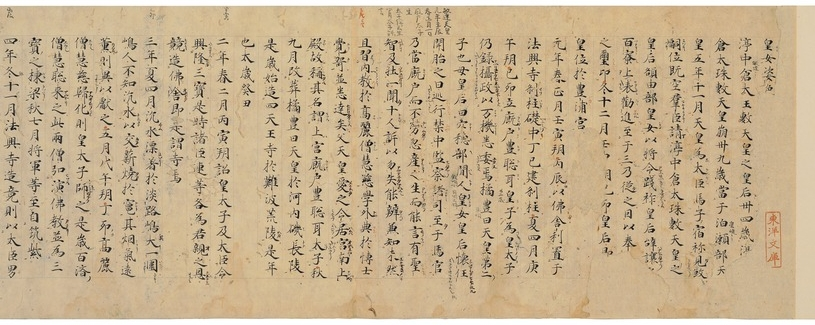
巻第二十二の写本（岩崎本、2巻のうち）
京都国立博物館蔵。国宝。平安時代・10 - 11世紀。
画像は推古天皇元年正月紀（「法興寺の塔の刹柱に仏舎利を安置」の記事がみえる）

『日本書紀』（にほんしょき、やまとぶみ、やまとふみ）は、奈良時代に成立した日本の歴史書。『古事記』と並び伝存する最も古い史書の1つで、養老4年（720年）に完成したと伝わる。日本に伝存する最古の正史で、六国史の第一にあたる。神典の一つに挙げられる。神代から持統天皇の時代までを扱い、漢文・編年体で記述されている。全30巻。系図1巻が付属したが失われた。

## 構成と特徴
『日本書紀』は全30巻、系図1巻（系図は現存しない）からなり、天地開闢から始まる神代から持統天皇代までを扱う編年体の歴史書である。神代を扱う1巻、2巻を除き、原則的に日本の歴代天皇の系譜・事績を記述している。ただし神功皇后など天皇とはされていない人物を1巻全体で取り扱う9巻や、事実上壬申の乱の記述に全体を費やす28巻などの例外も含む。全体は漢文で記されているが、万葉仮名を用いて128首の和歌が記載されており、また特定の語意について訓注によって日本語（和語）で読むことが指定されている箇所がある。このような漢文中に現れる日本語的特徴、また日本語話者特有の発想による特殊な表現は現在では研究者によって和習（倭習）と呼ばれている。『日本書紀』は伝統的に純漢文（正格漢文）の史書として扱われる場合が多いが、この和習を多々含むためその本文は変格漢文（和化漢文）としての性質を持つ。
太歳を用いた干支紀年、和歌の採録数の多さ、分註の多さなどは後世『日本書紀』に続いて編纂された日本の正史、いわゆる六国史の他の書籍と比較した場合際立って目立つ『日本書紀』の独特な特徴である。また、『日本書紀』は単独の人物ではなく、複数の撰者・著者によって編纂されたと見られ、この結果として全体の構成は不統一なものとなっている。このため近代以降においては各巻の様々な特徴によってグループ分けを行う区分論が盛んに研究されている。編纂にあたっては多様な原資料が参照されており、その中には日本（倭）の古記録の他、百済の系譜に連なる諸記録（百済三書、百済で実際に作成されたものであるかどうかは不明）、『漢書』『三国志』（「魏志」「呉志」）などの中国の史書が参照されている。特に百済を中心に朝鮮諸国の事情、対外関係史について詳しく記述していることも独特の特徴である。
歴史記録としての『日本書紀』は、古代日本の歴史を明らかにする上で中核をなす重要な史料であり、東アジア史の視点においても高い価値を持つ史書である。ただし、あらゆる史料と同じように、歴史記録として『日本書紀』を利用する際には、厳格な史料批判を必要とする。日本の学界では、『日本書紀』の史料批判の研究は分厚い積み重ねがあり、編纂にあたって語句の修正が行われていること、編纂時の知識を古い時代に投影していること（例としては評を参照）などを始めとして、歴史記録・文学作品としての『日本書紀』の性質の多様な面が明らかにされているが、今もなお不明瞭な点も数多く残っており、熱心な研究が続けられている。

## 成立過程

### 歴史的背景
『日本書紀』は日本の現存最古の「正史」とされるが、その編纂までには日本における文字の使用と歴史的記録の登場の長い歴史があった。日本（倭）における歴史（即ち過去の出来事の記憶）についての記録として、まず言及されるのは「帝紀」と「旧辞」（それ以外に伝わる昔の物語）である。これらは津田左右吉が「継体・欽明朝（6世紀半ば）の頃に成立した」と提唱して以来、様々な議論を経つつも、「元々は口承で伝えられていた伝承が6世紀にまとめられたもの」と一般的には考えられている。さらに、文字に残された系譜情報を「史書」として見るならば、雄略朝（倭王武、ワカタケル大王、5世紀後半）にはその種のものが存在していたことが稲荷山鉄剣銘の存在によってわかる。 
こうした歴史の記録には、書記官の存在が不可欠である。日本における文字の使用が渡来人によってもたらされたことも含めて、日本の修史事業は朝鮮半島・中国大陸の情勢と深く関係していた。日本では5世紀後半から6世紀にかけて、倭王権の下に史（フミヒト/フヒト）と呼ばれる書記官が登場する。彼ら、フミヒトの多くは渡来人によって構成され、人的紐帯に基づいて倭王権に仕える形態からやがて欽明朝期の百済からのフミヒトの到来を経て制度化されて行った。「帝紀」「旧辞」がまとめられていったとされる時期がこの欽明朝にあたると考えられ、同時期には朝鮮半島において百済と競合する新羅でも修史事業が進められていた。
「書かれた歴史」を編纂する修史事業の記録は推古朝に登場する。『日本書紀』によれば皇太子（聖徳太子、厩戸皇子）と嶋大臣（蘇我馬子）の監修で推古28年（620年）に『天皇記』『国記』『臣連伴造国造百八十部并公民等本記』がまとめられた。推古朝の修史事業はこれらの史書が現存しないことや聖徳太子という伝説的色彩の強い人物と関連した記録であること、具体的な経緯などの情報に乏しいことなどから実態が必ずしも明らかではない（これらはいわゆる「国史」に分類されるようなものではなかったとする津田左右吉の見解や、それに反論する坂本太郎の見解など）。しかし、推古朝において日本における修史事業が始められたことは当時の東アジアの潮流と軌を一にする。上に述べた新羅の修史事業は真興王6年（545年）に「国史」をまとめたものであり、高句麗は嬰陽王11年（600年）に『新集』と呼ばれる史書を撰述している。百済については修史事業の具体的な記録は残っていないが、『三国史記』の記述からは近肖古王（在位：346年-375年）代以来、何らかの「記録」があったことがうかがわれる。
これらの諸国の修史事業は4世紀以来、国家体制の構築や中華王朝との関係の変化の時期に行われており、外交上の必要性を重要な要因として行われたものであったと見られる。このことは恐らく日本（倭）の推古朝の修史も同様であった。後に中国大陸を統一した唐は外国からの朝貢使の受け入れにあたり国情聴取を制度として実施していた。実際に日本の遣唐使の使節が「日本国の地理及び国初の神名」を問われたことが『日本書紀』の記録に見え、このような外交の場のやりとりは、各国に自国の成り立ちを意識させることになったであろう。推古朝に入り、日本は唐に先立つ隋への遣使（遣隋使）を始め、中華王朝との外交関係の構築に手をつけている。唐の場合と同じく、隋代の外交の場でもこのようなやり取りが必要であり、対外交渉を通じて日本は「自国史」を意識するようになっていった。こうして推古朝において修史が開始されたと考えられる。
『日本書紀』の記録によれば、皇極天皇4年（645年）の乙巳の変（いっしのへん、おっしのへん）において中大兄皇子（天智天皇）、中臣鎌足らによって蘇我本宗家が滅ぼされた際、蘇我蝦夷は私邸に火を放って自害した。この時、蝦夷の私邸に保管されていた 『天皇記』『国記』も珍宝と共に焼かれたが、『国記』は船史恵尺によって火の中から取り出され中大兄皇子に献上されたとされる（皇極天皇4年6月13日条）。 これに関連する情報は『新撰姓氏録』の序文にもあり、『国記』が焼かれたために各氏の出自が失われ偽る者も現れたが、船史恵尺が焼かれようとする『国記』を奉ったとある。しかし、これらの伝承が事実であったとしても、『国記』は『天皇記』と同じくに現代には伝わっていない。

### 『日本書紀』の編纂
『古事記』が序文において編纂の経緯について説明するのに対し、『日本書紀』には序文・上表文が無く編纂の経緯に関する記述は存在しないため、いつ成立したのか『日本書紀』それ自体からはわからない。『日本書紀』の成立について伝えるのは8世紀末に完成した歴史書『続日本紀』であり、養老4年（720年）5月癸酉条に次のようにある。
先是一品舎人親王奉勅修日本紀 至是功成奏上 紀卅卷系圖一卷
以前から、一品舎人親王、天皇の命を受けて『日本紀』の編纂に当たっていたが、この度完成し、紀三十巻と系図一巻を撰上した。
ここから、『日本書紀』の成立は養老4年（720年）とするのが一般的である。しかし『続日本紀』の記述は簡潔であるため、いつから編纂が始まり、どのような経緯を経て完成に至ったのか確認することはできない。このため現代の学者は『日本書紀』の内容に基づいてその具体的な経緯を推定している。
歴史学者坂本太郎は、天武天皇10年（681年）に天皇が川島皇子以下12人に対して「帝紀」と「上古の諸事」の編纂を命じたという『日本書紀』の記述を書紀編纂の直接の出発点と見た。21世紀初頭現在でもこの見解が一般的である。
なお、近年になって笹川尚紀が持統天皇の実弟である建皇子に関する記事に関する矛盾から、『日本書紀』の編纂開始は持統天皇の崩御後であり、天武天皇が川島皇子に命じて編纂された史料は『日本書紀』の原資料の1つであったとする説を出している。
高寛敏は、『日本書紀』編纂の出発点は天武記定本にあるが、それを具体化したのは、701年の大宝律令の完成と704年の国名表記の改定からであり、これによって初めて、『日本書紀』編纂の基本理念と歴史叙述に不可欠な地理的表現が確定したと考察した。また、天武年間から704年までの間は、史料の蒐集期間であり、まず天皇は皇帝＝周辺の藩屏国から朝貢される存在とされ、それを事実化するために朝鮮関係資料が必要となり、旧伝や天武賜姓に絡む異伝、それに民間伝承なども参照されなければならず、それらの個別的で断片的な史料は、律令の理念に沿うように手を加えられ、固有名詞もできるだけ統一されたが、それが分注などに引用された一書であると考えられる。
また、645年の乙巳の変が『日本書紀』にも藤原氏の『藤氏家伝』にも伝えられているが、この2つは藤原不比等が父の中臣鎌足を顕彰するために、また『日本書紀』の史料として8世紀初めまでに書いた「原家伝」に基づいて書かれたと考えられるとした。
加えて、高寛敏は、『日本書紀』、『藤氏家伝』はともに「三韓進調」「三韓表文」の語を用いているが、「三韓」とは「原家伝」にあった言葉であり、逆に「原家伝」以外の原本にはこの語は見えず、「三韓」の語は、隋唐時代に朝鮮三国を指して用いられ、7世紀後半には新羅でも用いられていることから、不比等は新羅使と積極的に接触しており、三韓一統の功臣である金庾信についてよく知っていたため、不比等は、金庾信と武烈王の逸話を用いて、鎌足と中大兄皇子間の話に換骨奪胎し、「三韓」の語を借りて乙巳の変の舞台を作ったとした。
そして、以上の点から、不比等は『日本書紀』編纂の全般に関わったと考えられ、『日本書紀』編纂のリーダーは舎人親王であるが、実際の責任者は不比等であり、不比等は自ら携わった大宝律令の理念を『日本書紀』で歴史化したと主張した。
なお、『続日本紀』和銅7年（714年）2月戊戌条に記された詔によって紀清人と三宅藤麻呂が「国史」の撰に加わったとする記事が存在しているが、『続日本紀』文中に登場するもう一つの「国史」登場記事である延暦9年（790年）7月辛巳条に記された「国史」が『日本書紀』を指し、かつ『続日本紀』前半部分の編纂の中心人物であった菅野真道本人に関する内容であることから、菅野真道が「国史」＝『日本書紀』という認識で『続日本紀』を編纂していたと捉え、紀・三宅の両名が舎人親王の下で『日本書紀』の編纂に参加したことを示す記事であると考えられている。加えて、『続日本紀』は、元々は全30巻で編纂されていたものが途中で全20巻に圧縮された結果、原稿から相当の記述が削除もしくは省略された後の姿が現在の『続日本紀』になったと考えられている。このため、本来ならば記述されるべき舎人親王が『日本書紀』の編纂責任者となった経緯を示す記事や完成時に天皇に出された筈の上表文、完成後に行われた筈の編纂関係者への褒賞に関する記事も圧縮のために省略されて簡略な記述になってしまったとみられている（これは、『続日本紀』に『古事記』に関する記述が全くない一因になったと考えられている）。

## 書名
『日本書紀』の書名については古くから議論が重ねられている。これは元々の書名についての議論で、主として『日本紀』だったとする説と、初めから『日本書紀』だったとする説が存在する。このような議論が生じた理由は近代以前の史料において『日本書紀』がしばしば『日本紀』と呼ばれていること、そして『続日本紀』を始めとした後の六国史が「日本紀」を書名に取っていることにある。さらに、『日本書紀』の書名に違和感を覚える者は承平年間（931年-938年）には既に存在していたと見られ、『釈日本紀』に引用された私記には書名を巡る問答が記録されている。『釈日本紀』においては、『後漢書』が帝王の事績を「書紀」、臣下の事績を「書列伝」という名でまとめているので、『日本書紀』はそれに倣ったのであるとされている。しかし、坂本太郎の指摘によれば現存する『後漢書』には上記のような区分を採用している事実はない。近世以降の学説について、以下に坂本太郎のまとめに拠って各説の概要を示す。

### 『日本紀』
『日本書紀』は元々『日本紀』だったという見解は江戸時代に伴信友が唱え、その後20世紀に入るまで通説として扱われた説である。その論拠は、『続日本紀』の上記養老四年五月癸酉条記事に「書」の文字がなく日本紀と記載があること、以後の日本の国史が『続日本紀』『日本後紀』のように「日本紀」の名を取っていることにある。しかし、元々の名前が『日本紀』ならば、なぜ後世に「書」字が加えられて『日本書紀』となり、さらにはこの新しい名前の方が正式な名前として扱われるに至ったのかが説明し難いこと、『万葉集』注釈などの奈良時代の書籍や『日本後紀』のような平安時代初期の書物にも「日本書紀」の用例が見えることなどから、近代以降見直しが進められた。「書」字の追加について、国文学者折口信夫は日本では中国の『漢書』『後漢書』に倣い、『日本書』が構想されたという見解を出した。中国では紀伝体の史書を「書」（『漢書』『後漢書』など）と呼び、帝王の治世を編年体にしたものを「紀」（『漢紀』『後漢紀』）と呼んでいた。従って折口は、『日本書』の一部として「紀」が作られるはずであったが、それが実現せず部分として構想された「帝王本紀」だけが完成を見たために『日本紀』と名付けられたとした。

### 『日本書紀』
当初から『日本書紀』という名称だったという説は、『日本紀』説の検証と発展の中から出た。『日本書紀』という書名の用例は非常に古く、奈良時代・平安時代初期の成立時期に近い時代の史料と古写本とに『日本書紀』と記しているものは数多く見られる。例えば、『弘仁私記』序、『釈日本紀』引用の「延喜講記」などには『日本書紀』との記述がみられる。初出例は『令集解』所引の「古記」とされ天平10年（738年）の成立といわれる。上で触れた折口信夫の見解は『日本書』の一部として「紀」が作られたものの、完成した部分は『日本紀』と名付けられたというものであったが、神田喜一郎は書名は本来『日本書』であり、『日本書』という題名の下に小字で「紀」としるしてこれが『日本書』の「紀」であることを表示したが、伝写を経る間に『日本書紀』となってしまったとする。

### 『前日本紀』
なお、平安時代初期には『続日本紀』と対比させる意味で、『前日本紀』と称している事例もある（『日本後紀』延暦16年2月乙巳条所引同日付詔）。

### 通説と現在の研究
かつて通説であった『日本紀』説は20世紀の検証を経て発展し、日本史学会の権威であった坂本太郎が神田喜一郎の説を支持したことなどを経て、2018年現在では『日本書紀』を原名とする説を支持する学者が多い。さらに、『日本書紀』の書名の研究では、2011年に塚口義信が「『日本書紀』と『日本紀』の関係について-同一史書説の再検討-」（『続日本紀研究』392号）において、これまでになかった第三の説を発表して注目を集めている。塚口は『続日本紀』の養老4年5月癸酉条の従前の解釈において「紀卅卷系圖一卷」に登場する系圖一卷は紀卅卷に附属されていたものとしているが、実はこの解釈以外に紀に系圖が附属されていたとする根拠はないとした上で、『弘仁私記』序や『本朝書籍目録』にも「日本書紀三十巻」「帝王系図一巻」と分けて記載されており、舎人親王が献上したのは『日本書紀』三十巻と別の書物であった系圖（『帝王系図』）の2種類の書物で、親王が修したとされる『日本紀』とはこの両書を合わせた総称であるとした。塚口説は総称である『日本紀』とその一部を構成する『日本書紀』の名前が類似しているという問題点はあるものの、残存する史料に基づいて『日本紀』と『日本書紀』が同じ書物を指すことを否定した見解と言え、もしこの見解が正しいとすれば『日本紀』と『日本書紀』を同一のものという前提に立ってきた既存の説は再考を迫られるものとなる。
荊木美行は塚口説を検証し、系圖の問題に関しては塚口説に同意する一方で、名称の問題に関しては『日本書紀』三十巻をもって「日本紀」と称する事例が国史にも見いだされるために成立には無理があるとしている（日本紀講筵において系圖の講義が行われないのは、書紀三十巻で「日本紀」と呼ばれることがあったのを示すのと同時に系圖が書紀の一部ではなかったことを示すとしている）。荊木は最初から「日本書の本紀」である『日本書紀』が正式名称であったが、書の実態を伴わないことから生まれた別称が「日本紀」であったとする。平安時代に入る（『続日本紀』が編纂される）頃には「日本紀」は国史を指す一般名詞化したことで、『日本書紀』を『前日本紀』と呼称したり、日本書紀とは別の書物である系圖に対しても国史としての意味合いで「日本紀」と呼ばれたりもした、と推測している。

### 読み
書名は上記に挙げる説を述べたが、読みについても、「にほんしょき」なのか「にっぽんしょき」なのか、証拠となる史料が発見されていないため今でも答えは出されていない。当時、「やまと」と訓読されることもあった「日本」という語を、どのように音読していたかは不明であり、また、奈良・平安時代の文献に「日ほん」という記述があっても、濁音も半濁音もなかった当時の仮名遣いからは推測ができないからである。主な例として、岩橋小弥太は著書『日本の国号』（吉川弘文館、ISBN 4642077413）のなかで「にっぽんしょき」の説を主張している。現在では出版社における編集部の判断で「にほんしょき」として記述および出版されているが、前述したように答えが出ていない以上、これが結論となっているわけではない。
なお、一部には『日本紀』と『日本書紀』を全く別の書と考える研究者もいる。『万葉集』には双方の書名が併用されているのがその根拠である。

## 原資料
『日本書紀』の編纂にあたって多種多様な資料が参照されており、これらの原資料を坂本太郎は以下のように分類している。なお、ここに挙げる原資料は漢籍を除いて多くの場合現存しない。このため、その内容・性質については後世の研究者による推測であり、様々な見解があることに注意されたい。
- 帝紀

天皇の名前、世系、后妃および子女の名前、皇居の所在、治世中の重要事項、治世年数、陵墓の場所などをまとめたものであったと推定される。
- 旧辞

神代や神々の祭りの物語、天皇や英雄の物語、芸能物語、地名・事物の起源説話などからなっていたと推定される。
- 諸氏に伝えられた先祖の記録

旧辞とは異なる諸氏の先祖の物語。持統天皇5年（691年）に十八氏に先祖の墓記を提出させたことが記録に残されており、これが修史と関係していた可能性もある。
- 地方に伝えられた物語の記録

具体的にどのような記録があったのかは判然としないが、坂本は『日本書紀』中の地名説話や地方の物語の存在から、地方の伝承も採録されたと推測している。
- 政府の記録

天武天皇・持統天皇の記録は後世の『続日本紀』と遜色ないほど細かい年毎の記録があり、これは政府記録が利用できたことによる。天智天皇以前の記録は年毎の記録密度が疎であるが、これは壬申の乱でそれ以前の政府記録が失われたことによると推定される。
- 個人の手記

遣唐使の記録・私記や壬申の乱に従軍した舎人の日記などが利用されている。これらの私記・日記自体も恐らく修史用に編集されて提出されたものと見られる。
- 寺院の縁起

元興寺縁起を主として、寺院の縁起が参照されている。ただし対象となった寺院の範囲は狭く、たまたま参照できたものが使用されたのみで全国の寺院から記録を集めるような労は取られていない。
- 百済に関する記録

百済三書と呼ばれる史書（日本国内で百済系の人々によって編纂されたと推定される場合が多い）を始めとした百済の記録。特に継体天皇を取り扱った17巻などは大部分を百済関係の記事が占め、天皇の崩御年なども百済系の史書によって決定されている。
- 漢籍

中国の史書類等。『三国志』のような例外はあるものの、中国の史書は基本的に歴史的事件の典拠としてではなく、漢文を格調高くするための作文の典拠として用いられた。
漢籍については、それを元に『日本書紀』の本文を潤色した部位が概ね特定されており、巻毎に典拠として利用された漢籍の名前が既に整理されている。具体的には以下のようなものが利用された。
- 『芸文類聚』

唐初に成立した類書。45部門の項目について古来の事実、関連する詩文を収める。
- 『史記』

前漢代に司馬遷によって著された史書。中国初の正史とされる。
- 『漢書』

後漢代に成立した史書。班固撰。前漢の時代を扱う。
- 『後漢書』

南朝の宋代に成立した史書。范曄撰。後漢の時代を扱う。
- 『三国志』

西晋代に成立した史書。魏・呉・蜀を取り扱う。陳寿撰。『日本書紀』編纂で利用されたのは魏志・呉志のみで、魏志は書名を示して引用もされている。
- 『梁書』

唐代に成立した史書。南朝の梁を取り扱う。姚思廉撰。
- 『隋書』

唐代に成立した史書。隋を取り扱う。魏徴・長孫無忌撰。
- 『文選』

南朝梁の昭明太子編の詩文選集。130人、760編の詩文を採録する。
- 『金光明最勝王経』

仏教の経典。唐代に義浄によって漢訳された。
『日本書紀』の大半の巻に「一書曰」、「一書云」、「一本云」、「別本云」、「旧本云」、「或本云」という形式で分註が多数記されている。これらの中には典拠となった書名をしている場合があり、以下のような出典となった資料を知ることができる。ただしこれらはいずれも現存しておらず、その内容は原則的に『日本書紀』内の引用文からしか知ることができない。
- 『百済記』
- 『百済新撰』
- 『百済本記』
- 『晋起居注』
- 『帝王本紀』
- 『伊吉連博徳書』
- 『難波吉士男人書』
- 『日本旧記』
- 『日本世記』（高麗沙門道顯日本世記）
- 『鎌足碑文』
- 『譜第』

## 区分論と仏典・朝鮮変格漢文の影響

### 区分論
『日本書紀』は内容・語句・音韻など様々な観点から各巻をいくつかのグループに分類できることがわかっており、多くの学者が区分論を展開している。以下、主として坂本太郎と森博達の著作を参考にまとめる。
『日本書紀』の編纂は恐らくは長い期間と複数の撰修者の手によったと見られ、巻によって分担して編集されたものと考えられる。この結果として、担当した人間の漢文能力、筆癖、使用語句の特徴などが各巻に反映されることとなった。現代の学者は様々な着眼点によってこれらの特徴を洗い出し、いくつかのグループに分類する区分論を発達させてきた。区分において特に重要な指標となるのは同じような語句の使用傾向や用いられている万葉仮名の日本語と漢字音の対応（音韻の対応）、そして漢文の文法的誤りや日本語独特の発想による文章（和習）の分布などである。
当初の区分論は使用語句・仮名字種・分註件数の偏在などに着目して行われ、『日本書紀』が巻1系と巻14系に二分できることが明らかにされていった。森博達は、区分論の鏑矢となったのは岡田正之であり、岡田の遺稿『近江奈良朝の漢文学』（1929年）を『日本書紀』区分論の幕開けと評価している。1934年には福田良輔が分註の「之」字の用法に着目した語法分析による区分論を開拓した。藤井信夫は歴代の即位定都（神武天皇の場合の「辛酉年、春正月、庚辰朔 天皇即帝位於橿原宮」のように、即位に伴って宮について記されている記事）の書き方によって『日本書紀』を10のグループに分類し、鴻巣隼雄は「祖先」を意味する語として「始祖・皇祖」が用いられる巻（巻3-13、巻22-27）と、「先」が用いられる巻（巻14-21）に分類した。これらの区分論は細分化の程度に差はあっても、異なる着眼点によって分類されたもの同士の間で概ね一致した結果が得られている。区分論のいくつかの例を以下に示す。
| 巻                     | 1 | 2 | 3                | 4                | 5                | 6                | 7                | 8                | 9                | 10               | 11               | 12               | 13               | 14     | 15     | 16     | 17     | 18     | 19     | 20     | 21     | 22               | 23               | 24               | 25               | 26               | 27               | 28 | 29 | 30 |
| ---------------------- | - | - | ---------------- | ---------------- | ---------------- | ---------------- | ---------------- | ---------------- | ---------------- | ---------------- | ---------------- | ---------------- | ---------------- | ------ | ------ | ------ | ------ | ------ | ------ | ------ | ------ | ---------------- | ---------------- | ---------------- | ---------------- | ---------------- | ---------------- | -- | -- | -- |
| 即位定都の表記法       | 1 | 1 | 2                | 3                | 3                | 3                | 3                | 3                | 3                | 3                | 3                | 3                | 3                | 4      | 4      | 4      | 5      | 5      | 5      | 6      | 6      | 7                | 7                | 8                | 8                | 8                | 8                | 9  | 9  | 10 |
| 祖先を意味する語       | - | - | 「始祖」「皇祖」 | 「始祖」「皇祖」 | 「始祖」「皇祖」 | 「始祖」「皇祖」 | 「始祖」「皇祖」 | 「始祖」「皇祖」 | 「始祖」「皇祖」 | 「始祖」「皇祖」 | 「始祖」「皇祖」 | 「始祖」「皇祖」 | 「始祖」「皇祖」 | 「先」 | 「先」 | 「先」 | 「先」 | 「先」 | 「先」 | 「先」 | 「先」 | 「始祖」「皇祖」 | 「始祖」「皇祖」 | 「始祖」「皇祖」 | 「始祖」「皇祖」 | 「始祖」「皇祖」 | 「始祖」「皇祖」 | -  | -  | -  |
| 歌・助詞・引用等の形式 | - | - | 伊               | 伊               | 伊               | 伊               | 伊               | 伊               | 伊               | 伊               | 伊               | 伊               | 伊               | 呂     | 呂     | 呂     | 呂     | 呂     | 呂     | 呂     | 呂     | イ               | イ               | ロ               | ロ               | ロ               | ロ               | -  | -  | -  |
| 万葉仮名字種           | - | - | I                | I                | I                | I                | I                | I                | I                | I                | I                | I                | I                | II     | II     | II     | II     | II     | II     | -      | -      | I                | I                | II               | II               | II               | II               | I  | I  | II |
| 万葉仮名漢字音         | β | β | β                | β                | β                | β                | β                | β                | β                | β                | β                | β                | β                | α      | α      | α      | α      | α      | α      | α      | α      | β                | β                | α                | α                | α                | α                | β  | β  | -  |

この表で神代を扱う巻1、巻2が区分を割り振られていない例が多いのは、この2巻は分註を通じて別書から多数の引用文を載せているために他巻と異なり巻内の文章の性格が一定しないことによる。
区分論において近年とりわけ注目されたのは森博達による分析である。森は歌謡などを表記する万葉仮名に用いられている漢字音の音韻の分析によって『日本書紀』を2つのグループ（α群とβ群）に大別することができることを論証した（30巻には歌謡がなく、区分していない）。森の学説は近年の区分論における大きな進展であり、区分論に触れる際にはそれをどのように評価する場合でも大抵の場合言及される。
森による分析でα群に使用されている万葉仮名の漢字音は唐代北方音（漢音）に依拠しており、β群のそれは倭音・複数の字音体系が混在していることが明らかになっている。そして森はさらにそれを発展させ、β群に和習が集中すること、漢文の初歩的な文法・語彙の誤りが頻出することなどから、β群は非中国語話者が主筆担当したと推定している。逆にα群では漢文の誤りが少ない事、和歌の採録時日本語の清音と濁音を区別できていないこと、日本の習俗に精通していないことがわかることなどから、中国系の渡来1世が主たる述作にあたったと結論している。さらにα群・β群内の混在（α群の中に和習の強い文章が混入している）や、特定の表現が頻出する筆癖などから、本文完成後の加筆や潤色等の編纂過程の手掛かりが得られるとしている。

### 仏典・朝鮮変格漢文の影響
森博達や石井公成などによると、『日本書紀』は
- 持統天皇期に中国人の続守言と薩弘恪が記したα群
- 文武天皇期に新羅に留学した山田史御方が記したβ群
- α･β群に加えて元明天皇期に紀朝臣清人がα･β郡とは異なる文体、正格漢文に近い文体で巻30を述作し、三宅臣藤麻呂が誤用・奇用が目立つ文体で全体に潤色・加筆を行なった

過程があったとされる。そして、α群には
- 巻14〜21、24〜27
- 歌謡や訓注の万葉仮名は漢音
- 正格漢文によって綴られる
- 『金光明最勝王経』を用いた潤色が巻 15・16・17・19・20・21に見られる（後人の潤色加筆）
- ほとんど朝鮮俗漢文や『雑宝蔵郷』など仏典のみでしか見られない冷僻字「噵」が用いられる（α群で見られるのは巻14・15・19（2例）・20・21・24（2例）で巻19・20・21の4例は朝鮮関係、巻24は上宮王家滅亡の記事で用いられている。β群でも巻23の舒明天皇即位前紀で3箇所用例があり、舒明と上宮王家の皇位継承に関わる箇所である。舒明即位前紀は漢文の変格用法が著しいため倭人によって加筆されたと考えられる。）
- 四字格
- 受身の「所＋動詞」
- 完成態の「動詞+已」
- 原因の 「〜故」
- 「到於〜」
- 仏典に由来する漢文の誤用・奇用は巻14・19・21・24・25に集中し、正格漢文に疎い三宅藤麻呂に由来する

という特徴があり、β郡は
- 巻1〜13、22〜23、28〜29
- 歌謡や訓注の万葉仮名は倭音
- 漢文において誤用や奇用が目立つ
- 『経律異相』など仏典由来の「未経幾〇」という表現が頻出する
- 『法華経』など仏典由来の「亦+主語」という誤用が頻出する
- 仏典由来の「因以（接続詞）」「遣〜令〜（使役）」「有〜之情」「動詞+之日」「爰（語気助詞）」 という奇用が頻出する
- 排除の介詞「除」
- 「主語+名詞+是」の判断句
- 巻2の火中出生譚は『雑宝蔵経』、巻11の仁徳紀における兄弟皇位相譲譚は『宝苑珠林』に由来する

という特徴があるとした。
他にも、仏典などによる影響は以下の通り多数見られる。
- 巻19・欽明天皇紀の即位前紀の「忻喜遍身」「歎未曽夢」「汝有何事」「而楽麁行」「倶令全命」や、仏教公伝の記事の「無不尊敬」「懐随意宝」「無所乏」「且夫遠自天竺」「歓喜踊躍」は『金光明最勝王経』などに由来する仏典表現であり、「天皇聞已」の「聞已」は漢訳経典の定型句である。また、崇仏論争の記事についても「相貌端厳」「全未曽有」が仏典表現である。
- 巻20・敏達天皇紀の「汝可独行仏法」は仏典にのみ見られ、巻21・用明天皇紀の「天皇為之悲慟」という四字句は仏典に多用される。
- 巻21の崇峻天皇即位前紀の丁未の乱の 記事では、厩戸皇子が「将無見敗，非願難成」と言って四天王像を作り、蘇我馬子が「誓已厳種種兵、而進討伐」と宣誓してから進軍するが、この場面は『金光明最勝王経』による潤色である。この記事は正格漢文としては誤用や奇用が多く、「今亦然之」の 「之」が終結辞として用いられるのは朝鮮の変格漢文に常見され、β群でも頻用されている。「蘇我馬子大臣又発誓言」の「又」は「亦」の誤りであり、「助衛於我」は「於」をヲ格（動作の対象（目的語）や移動の経路や起点などを表す）に用いた奇用であり仏教漢文である。「忽然自敗。合軍悉被衣」「眷属」「亦依本願」は仏教表現である。加えて捕鳥部万の記事の「万衣裳弊垢、形色憔悴」は『法華経』「信解品」 による潤色で、万が包囲される場面の「指揺竹馳言」という文は、正格漢文では「指」に「指さす」という動詞の用法はあって 「〜に向かって」という介詞の用法はないにもかかわらず、書紀にはこの誤用が4例あり、他の3例はβ群に偏在する。石井は「この戦闘場面を書いたのは『法華経』を暗誦し仏教漢文になじんでいる 人物、しかも初歩的な誤りを含む漢文しか書けない人物」であると推測した。
- 巻22・推古天皇紀11年2月の来目皇子が薨去する記事の末尾に「故猪手連之孫曰娑婆連。 其是之縁也。」とあるが、石井は「其是之縁也（其れ是の縁なり）」という表現は日本にしか用例が無く、中国仏教文献では「A，B之縁也」「A是B之縁也」の形が普通だと指摘している。書紀では他にはβ群に5例見え、そのうち3例が朝鮮関係記事である。また、「其是之縁也」の類句32例はすべてβ群に偏在する。「片岡山飢人説話」の「到於墓所」は『経律異相』などの仏典で用いられる表現である一方で、中国文献ではほとんど見られない。β群には14例（巻1に6例、巻2に4例、巻5・6・7に各1例、巻22に1例）、α群には3例（巻14（身狹村主靑等、將吳所獻二鵝、到於筑紫。）・21（馬子宿禰卽便隨去、到於磐余行至於池邊而切諫之。）・25（其表稱、緣奉國政到於京民、官留使於雜役、云々。））が見られる。巻14は「恐怖憂愁、不能自默」や「請以贖罪。天皇許焉」のように四字句が多い。直前に「埴輪馬」の挿話があり「解鞍秣馬眠之」という変格の終結辞を用いている。また『文選』により潤色されているが、「超攄絶於埃塵」と仏教漢文に改変しており、後人による加筆の可能性が高い。巻21は白話の副詞「即便（すぐに）」を用いているが、これは仏典にも頻出する。また前後に「外聞斯計、詣皇子所、卽逢門底。」「不近刑人。不可自往。」のように四字句が多い。巻25は改新の詔の一文であり、この詔には他にも倭人の用法が多く含まれている。

『日本書紀』において、ヲ格（動作の対象（目的語）や、移動の経路や起点などを表す）に 「於」の字を当てる用例は多くある。仏典では四字句を作るために不要な助字を加えることがあり、後に四字句以外でも用いられることになった。その一例が助詞の「於」の字である。この特別な用法は魏晋六朝時代の訳経において初めて現れた。西晋・竺法護訳『仏説海龍王経』の「護於法音」「見於要」、後秦・鳩摩羅什訳『法華経』の「撃於大法鼓」「供養於諸佛」、同じく羅什訳『童受喩鬘経』の「得於聖道」などである。『書紀』にもヲ格に「於」および「乎」「于」を用いる例が複数あるが、これは仏教漢文である。その用例は以下の通りである。
- 巻5「出雲振根主于神宝。」
- 巻14「小鹿火宿禰深怨乎大磐宿禰」
- 巻14「超攄絶於埃塵」
- 巻15「天皇即遣使、嘖譲於上道臣等、而奪其所領山部。」
- 巻18「毎念於玆、憂慮何已。」
- 巻18「以示於後、式観乎昔。」
- 巻18「元元蒼生、楽於稼穡」
- 巻19「遣□□伐于高麗。」
- 巻20「汝若不愛於学」
- 巻20「可勤修乎任那之政也。」
- 巻21「助衛於我使獲利益」
- 巻21「恐嫌於己」
- 巻21「馬子宿禰詐於群臣」
- 巻21「乃使東漢直駒殺于天皇。」
- 巻22「或病或使、有闕於事。」
- 巻25「毎念於斯」
- 巻25「惟此天地、生乎万物。」
- 巻25「必先於近。」
- 巻25「天皇恨欲捨於国位」
- 巻27「遣□□救於百済」
- 巻29「大津皇子謀反於皇太子。」
- 巻30「諫争天皇欲幸伊勢、妨於農事。」

β群の巻5「出雲振根主于神宝。」、巻22「或病或使、有闕於事。」、巻29「大津皇子謀反於皇太子。」、巻30「諫争天皇欲幸伊勢、妨於農事。」を除いた18例はすべてα群である。α群の18例のうち、巻14「超攄絶於埃塵」と巻18「元元蒼生、楽於稼穡」は『文選』と『漢書』による後人の潤色であり、その際に原文が改変され、筆癖が現われたものである。巻15「天皇即遣使、嘖譲於上道臣等、而奪其所領山部。」の記事は前後と文脈が合わないため、後人による不注意な加筆と考えられる。巻18「毎念於玆、憂慮何已。」と巻18「以示於後、式観乎昔。」は安閑天皇が大伴金村の進言によって皇后と妃に屯倉を賜る記事。この中間には「亦臣所憂也。」という一句がある。「亦」は普通副詞なので、正格漢文では主語の後に置かれ「臣亦所憂也」となるが、この誤用はβ群に偏在し、仏教漢文にも常見されることから、この挿話も後人の加筆と考えられる。巻25「毎念於斯」、巻25「惟此天地、生乎万物。」、巻25「必先於近。」、巻25「天皇恨欲捨於国位」は孝徳天皇紀であり、前者3つは改新の詔である。「孝徳紀」の詔勅は倭人の慣用語や漢籍による潤色時の誤用も含まれている。また大宝2年（702年）の大宝律令発布後に用いられる「御宇」という表記も3例現われているため、後人が詔勅を中心として加筆したことがわかる。巻19「遣□□伐于高麗。」は王辰爾が「烏羽之表」を解読した記事であり、同記事では「又高麗上表疏、書于烏羽。（累加を表す接続詞は「又」ではなく「且」が相応しい）」、「字随羽黒，既無識者。（「既」は奇用で、倭訓の「すでに」や「まったく」から生じた）」など倭人の影響を受けている。巻21「助衛於我使獲利益」、巻21「恐嫌於己」、巻21「馬子宿禰詐於群臣」、巻21「乃使東漢直駒殺于天皇。」の4例は崇峻天皇紀で、後者3つは崇峻暗殺の記事である。この巻には「所」字の誤用もあり、崇峻4年4月条に「葬訳田天皇於磯長陵。是其妣皇后所葬之陵也」とあるが、妣皇后は葬られる対象なので正格漢文では「所」字に前置できず、「妣皇后の葬られたまひし」と受身に訓む仏教漢文である。また同5年11月条の分注に「於是馬子宿祢聴而驚之。」とあり、終結辞「之」を用いている。
仏教漢文の語法の特徴は主に5つある。1つ目は「疑問句例」である。口語化した「正反並列法」と書面語的な「否定詞のみで反項を表す方法」の2種類が存在する。仏典での前者の用例は後漢から東晋の訳経で、後漢・安世高訳『大安般守意経』の「問:坐與行為同不同？」や東晋・法顕訳『摩訶僧祇律』の「聞者生疑:為爾不爾？」などが挙げられる。ただし、『書紀』には類句は存在しない。後者の用例については、後漢・支讖訳『般若道 行品経』の「是男子為黠不？」が挙げられる。ただし、この用法は仏教漢文のみでなく、通常の漢籍でも前漢の司馬遷による『史記』「袁盎晁錯列伝」の「呉楚罷不？」や劉宋の『世説新語』「方正篇」の「尊君在不？」のように会話文で用いていることから、仏教漢文とは断言できない。この用法は、『書紀』においてはα･β両群に18例が存在する。β群は7例ある。巻2に「當須避不。」「国在耶以不。」「奉天神耶以不。」「奉天神耶以不。」の4例、巻7に「易及人民順不。」、巻9の分注に「天皇怒解不。」、巻10に「未知 其成不。」がある。α群には11例ある。巻19に「徵召新羅、問聽與不」「願居一處、倶論可不」「西蕃獻佛，相貌端嚴。全未曾有、可禮以不。」「来不也、又軍数幾何。」という4例、巻25に「不言題不、諫朕癈忘。」「國司至任、奉所誨不。」「猶如古代、而置以不。」の3例、巻26分注は「伊吉連博徳書」の文章に「平安以不。」「好在以不。」「國內平不。」という3例、巻27に「福信之罪、既如此焉、可斬以不。」 があり，これらは崇仏論争や朝鮮関係の記事である。α群の用例は四字句が顕著であり、後生の加筆と考えられる。
仏教漢文の語法の特徴の2つめは「排除式例」が挙げられる。これは介詞「除」の二種の用法のことであり、「特殊を排除する」ものと「その他を補充する」ものであり、「〜の他はすべて」と「〜の他にさらに」の二種であり、以下のものが挙げられる。
- 三国時代・支謙訳『頼吒和羅経』「除王家宗親、視我国中尚無過卿。」
- 東晋・仏陀跋陀羅訳『観佛三昧海経』「唯除我身、其餘無惜。」
- 西晋・竺法護訳『無量清浄平等覚経』「除我國中人民所願、餘人民壽命無有能計者」
- 後秦・鳩摩羅什訳『維摩詰所説経』「除彼不肖人、癡冥無智者。」

これらの用法は比較的遅く生じた口語表現である という。漢籍でも唐代まで殆ど現れない。『書紀』では11例あり、すべてβ群に偏在する。このうち「〜の他にさらに」は「亦問之、除是神復有神乎。」のみで、他の10例は「〜の他はすべて」という用法である。
- 巻6「吾則是國王也、除吾復無二王、故勿往他處。」
- 巻7「然除日本武尊、稚足彥天皇、五百城入彥皇子外、七十餘子、皆封國郡、各如其國。*巻9「亦問之、除是神復有神乎。」
- 巻9「非東日更出西、且除阿利那禮河返以之逆流、及河石昇爲星辰、而殊闕春秋之朝、怠廢梳鞭之貢、天神地祇共討焉。」
- 巻22「天上有神、地有天皇。除是二神、何亦有畏乎。」
- 巻22「…夫佛法自…仰願、其除惡逆者以外僧尼、悉赦而勿罪。…」
- 巻29「…唯除賀使以外不召、則汝等親所見。…」
- 巻29「凡任國司者、除畿內及陸奧・長門國、以外皆任大山位下人。」
- 巻29「凡當正月之節、諸王諸臣及百寮者、除兄姉以上親及己氏長以外、莫拜焉。」
- 巻29「凡諸寺者自今以後、除爲國大寺二三以外、官司莫治。」
- 巻29「庚寅、除死刑以下罪人皆咸赦焉。」

この排除式例が11例すべてβ群に偏在するのは、β群を述作した山田史御方の筆癖であると考えられる。御方は若くして新羅に留学して仏教を学び、帰国後還俗して大学で教えた。
仏教漢文の語法の特徴の3つ目は「被動句例」 である。仏教漢文に特徴的な被動句（受身文）に「為〜所見〜」「為〜之所〜」「為〜而見〜」「所見〜」の4種が挙げられる。また、「動作主+所+動詞」の句式として、西晋・竺法護訳『生経』の「飛鳥所食。」が挙げられる。ただし、『書紀』には以上の被動句は見られない。なお、仏典には動作主が提示されない被動句もある。「所＋動詞」の動詞が原典の被動記号の漢訳として用いられたものである。唐・玄奘訳『阿毘達磨倶舍論』には「餘契經中諸蘊處界。隨應攝在前所説中。如此論中所説蘊等。」とある。これと同様の被動句は『書紀』にも6例見え、すべてα群に偏在する。
- 巻14「坂合黒彦皇子深恐所疑」
- 巻14「其舍人等【闕名字也】、收取所焼」
- 巻17「多多羅等四村之所掠者」
- 巻21「是其妣皇后所葬之陵也。」
- 巻24「葛野秦造河勝、悪民所惑、打大生部多。」
- 巻24「船史恵尺、即疾取所焼国記奉中大兄。」

この6例のうち最初の2つは眉輪王による安康天皇暗殺関係の記事で、四字句が頻出する。3つ目は朝鮮関係記事で、4つ目はα群で後人による加筆と考えられる。5つ目は常世の虫を祭る邪教を秦河勝が鎮圧する記事であり、短い挿話の中に四字句が頻出する。同じ挿話には、「都無（まったく〜無い、都無所益）」という仏典に見られる白話が用いられている。6つ目は蘇我蝦夷が焼こうとした「国記」を船史恵尺が救い中大兄皇子に奉ったことを讃える記事である。これらは仏典に馴染んだ者による加筆と考えられる。
仏教漢文の語法の特徴の4つ目は「完成態を表す已」である。仏典には隋・闍那崛多訳『仏本行集経』の「時諸大臣聞已歓喜、往至彼林迎二王子、将還入宮。」がある。『書紀』には以下の4例が見える。
- 巻16「是時、影媛、逐行戮處、見是戮已、驚惶失所、悲淚盈目。」
- 巻19「聖明王聞宣勅已、歷問三佐平內頭及諸臣」
- 巻19「天皇聞已、歡喜踊躍、詔使者云」
- 巻21「誓已厳種種兵、而進討伐」

こららはすべてα群である。1つ目の「驚惶失所、悲淚盈目」は『金光明最勝王経』による潤色である。2つ目と3つ目は朝鮮関係記事で、3つ目は『金光明最勝王経』巻6の「爾時四天王聞是頌已、歡喜踊 躍」による潤色である。4つ目は丁未の乱の記事で、倭人の慣用句が集中する。また、『金光明最勝王経』巻6の「時王見已。即嚴四兵、發向彼國、欲爲討伐。」による潤色である。2.3.4つ目は編修の最終段階での加筆であると考えられる。
仏教漢文の語法の特徴の5つ目は「主語+名詞+是（也）式判断句」である。β群が16例、α群が3例である。以下に例を挙げる。
- 巻1「便授之素戔嗚尊、此則筑紫胸肩君等所祭神是也。」
- 巻14「吉備上道蚊嶋田邑家人部是也。」
- 巻21「天皇爲之悲慟。今南淵坂田寺木丈六佛像・挾侍菩薩、是也。」
- 巻25「尊佛法、輕神道【斮生國魂社樹之類、是也】。爲人柔仁好儒。」
- 巻28「時人曰、卽神所教之辭是也。」
- 巻29「拜造高市大寺司。【今大官大寺、是。】」

α群の3例のうち、巻14「吉備上道蚊嶋田邑家人部是也。」は天皇が紀小弓宿祢を讃える記事であり、その勅に「龍驤虎視旁眺八維，掩討逆節折衝四海。」とあるが、これは『魏志』「武帝紀」による潤色である。巻21「天皇爲之悲慟。今南淵坂田寺木丈六佛像・挾侍菩薩、是也。」は用明天皇臨終の記事。「天皇爲之悲慟。」とあるが，前述の如く「為之〜」という四字句は仏典に多用される。巻25「尊佛法、輕神道【斮生國魂社樹之類、是也】。爲人柔仁好儒。」は孝徳天皇紀冒頭の記事で、「柔仁好儒」は『漢書』を載録した『芸文類聚』「儲宮部」による潤色である。α群の3例はいずれも編修の最終段階での潤色・加筆と考えられる。
仏教漢文の語法の特徴の5つ目は「分句末に用いられて原因を表す故」である。『書紀』には6例ある。「故」が4例、「由〜故」が2例ある。
- 巻15「則哭女與麁寸、異父兄弟之故、哭女之女飽田女、呼麁寸曰『於母亦兄』也。」
- 巻15「則飽田女與麁寸、異母兄弟之故、飽田女呼夫麁寸曰『於吾亦兄』也。」
- 巻19「別汝所噵、恐致卓淳等禍、非新羅自强故所能爲也。」
- 巻22「是軍事者、境部臣・阿曇連、先多得新羅幣物之故、又勸大臣。」
- 巻1「由吾在故、汝得建其大造之績矣。」
- 巻25「四方諸國郡等、由天委付之故、朕總臨而御寓。」

他にも、漢籍には稀だが仏典に見られる語句として、接続詞の「因以」、使役の「遣〜令〜」・「有〜之情」・「動詞+之日」、語気助詞「爰」が挙げられる。
「因以」の用例は
- 南梁・宝唱『経律異相』「如是七處血入虎口、因以飮之、自投虎前、以身食虎。」
- 唐・道世『法苑珠林』「貧人見之、因以發願。願我後身長大一切深水無過膝者。」
  - 巻1「然後洗左眼。因以生神、號曰天照大神。」
  - 巻22「便受佛像、因以造蜂岡寺。」
  - 巻29「天皇始體不安、因以於川原寺說藥師經」

「遣〜令〜」の用例は
- 西晋・竺法護『仏説普耀経』「佛遣使令行孚致消息來」
- 東晋・瞿曇僧伽提婆訳『中阿含経』「遣尊者舍梨子令見佐助。」
  - 巻5「任那國、遣蘇那曷叱知.令朝貢也。」
  - 巻22「辛未、皇太子遣使令視飢者。」
  - 巻28「遣田中臣足麻呂令守倉歷道。」

「有〜之情」の用例は
- 呉・康僧会訳『六度集経』「得無吾母以身肉飡吾等乎。三子愴然有悲傷之情。」
- 唐・道世『法苑珠林』身居無慚之地。心有無愧之情。」
  - 巻2「猶有憶郷之情」
  - 巻8「天皇聞神言、猶有疑之情。」
  - 巻20「有帰於不破宮之情」

「動詞+之日」の用法は
- 後秦・仏陀耶舍共竺仏念訳『長阿含経』「君等亦當別封王土。居位之日勿相忘也。」
- 梁・宝唱撰『経律異相』「疾病之日開看骸骨。洗浴求福使病得愈。」
  - 巻10「是以、天皇宴于後宮之日、始喚髮長媛」
  - 巻24「三韓進調之日必將使卿讀唱其表」
  - 巻25「事了還鄕之日、忽然得疾臥死路頭」
  - 巻30「告喪之日、翳飡金春秋奉勅。」

「爰」の用法は
- 隋・闍那崛多訳『起世経』「歴諸勝地。爰及林苑。」
- 南梁・慧皎撰『高僧傳』「爰自西域至于南土。凡所遊履靡不興造檀會敷陳教法。」
  - 巻5「爰倭迹々姬命、心裏密異之」
  - 巻21「誓已嚴種種兵、而進討伐。爰有迹見首赤檮、射墮大連…」
  - 巻28「爰大友皇子謂群臣曰、將何計。」

がある。接続詞「因以」は106例あり、すべてβ群のみに偏在する。使役「遣〜令〜」は30例あり、すべてβ群に偏在する。「有〜之情」も11例がすべてβ群のみに現れる。「動詞+之日」は28例あり、β群に25例、α群に2例、巻30に1例が分 布する。α群の2例中、巻24「三韓進調之日必將使卿讀唱其表。」は乙巳の変の記事に見え、巻25「事了還鄕之日、忽然得疾臥死路頭」は改新の詔である。α群では巻24の上宮家滅亡記事と乙巳の変、巻25の改新の詔に顕著に倭人の慣用語が見られる。これらは『書紀』編修の最終段階で加筆されたものと推測される。巻30「告喪之日、翳飡金春秋奉勅。」は新羅の弔使への詔勅である。巻30は一般に倭人の慣用語の少ない漢文で綴られているが、この詔勅には、「以清白心仕奉」「不可絶之」などが頻出しており、原資料を転載した可能性が高い。語気助詞の「爰」は、上古漢語に常見され、中古以降は次第に用いられなくなる。しかし『書紀』には112例もある。正格漢文としては時代錯誤の奇用であるが、中古の仏教漢文に頻出していることから、『書紀』の「爰」も仏典に由来すると考えられる。『書紀』ではβ群に89例、α群に23例が分布する。

## 暦
『日本書紀』は紀年・暦日を有する史書であり、日本書紀上の紀年は原則として天皇の即位年を太歳の干支によって示す。太歳とは天球上で木星の線対称点に存在するとされた架空の天体である。木星は約12年で軌道を一周するため、1年に天球を12分の1だけ移動する。このため、十二次に分割された天球上の木星の位置によって年次を示すことが可能であった。さらに木星を基準とした場合、方角が十二辰と逆になるため、これを合致させるために架空の天体、太歳が考案された（詳細は太歳、十二辰を参照）。さらに十二辰を表すのに使われる十二支（子丑寅卯辰巳午未申酉戌亥）と十干（甲乙丙丁戊己庚辛壬癸、中国では殷代より、10日ごとに日を区切って旬としていた）を組み合わせて六十干支を作り、これによって年を表した。例えば応神天皇の即位の年は「太歳庚寅」といった具合である。ただし神武天皇の太歳は即位年の辛酉には記されず、東征開始の年である甲寅に記されるなど若干の異例がある。この書法は『日本書紀』独特であるが、継体天皇25年（531年）に引用される『百済本記』に「太歳辛亥」とあることから、これに倣ったことが考えられる。
歴史について語る際に年月日を付して時間的認識、「いつ」のことであるのかを明らかにするのは現代的感覚では普通のことであるが、古代においては必ずしもそうではなかった。『日本書紀』と同じく天皇の即位に関わる情報を記録する『古事記』には同様の天皇の即位記事において年代を提示しない。そのため、年次を明確化する意図を持って書かれていることは『日本書紀』を『古事記』と比べた場合の大きな特徴である。

### 暦法
一定の法則によって時間を区切り年月日を数え（暦法）、それによって構築されたカレンダー（暦表）、またその方法論を暦という。『日本書紀』が紀年・暦日を有し、時間を明示していることは即ち、ある暦法によって計算された年次・日が記された資料に基づいて書かれたか、あるいは編纂時に暦の計算が行われたことを意味する。暦法は天体運動を基準に作成されるのが基本であり、太陽暦、太陰太陽暦、太陰暦の3種に大別されるが（詳細は暦を参照）、『日本書紀』の暦法は中国に起源を持つ太陰太陽暦に依っている。
『日本書紀』には約900個の月朔（その月の1日の干支）が記載されている。これもまた十干と十二支の組み合わせによって表現される。例えば、『日本書紀』2番目の暦日である神武天皇が東征に出発した日は「太歳甲寅」の年の「冬十月丁巳朔辛酉」の日であり、即位の日は「辛酉」の年の「春正月庚辰朔」と表記される。
この六十干支による日付表記は、実際の天体運動が完全な等速運動でないことや、基準になる月や太陽の運動周期が厳密には整数でないこと、地球の自転・公転周期と同期しないことから様々な調整を要する。具体的には、朔望月（月の満ち欠け）の周期が約29.53日であることから、一か月の日数を30日とする大の月と29日とする小の月を設定し、月の周期と暦を同期させる調整が必要になる。さらに、朔望月による12か月（約354.36日）と地球の公転周期（約365.24日）が同期しないため、適時13カ月目（閏月）を挿入する年を作る必要がある（詳細は閏月を参照）。この調整の仕方、暦法によって、同じ日の干支や閏月が異なる場合がある。
日本では江戸時代以来、『日本書紀』が用いている暦法を復元する試みが行われており、初期の頃は日本独自の暦、あるいは百済の暦などの説が出されていたが、20世紀半ばに東京天文台（現：国立天文台）の職員・天文学者であった小川清彦によって中国からもたらされた元嘉暦と儀鳳暦（麟徳暦）が使用されていることが明らかにされた。
即ち、『日本書紀』は神武天皇の時代から儀鳳暦によって暦日を記述しており、5世紀以降は元嘉暦に切り替わっている。しかし、儀鳳暦は7世紀に唐で作られた新しい暦であり、日本にもたらされたのは持統天皇代であるのに対し、元嘉暦は5世紀に作られた古い暦であり、時代の新旧が逆転している。このことから、『日本書紀』の暦日は古い時代、5世紀前半以前の時代のものは『日本書紀』編纂時に最新の暦であった儀鳳暦を使って推算したものであることが明らかとなっている。

### 暦法の研究史と小川清彦
『日本書紀』に記載されている暦日に基づいて当時の日本の暦法を再構築しようという試みが具体的に始まるのは江戸時代のことである。渋川春海（1639年生-1715年死）は『日本書紀』の暦についての推算を行い、日本初となる長暦（日本長暦）を作成した。春海は『日本書紀』の暦法について「日本固有のものであり、神武天皇以降推算されたもので、途中2回改暦があったもの」と想定した。18世紀後半には本居宣長（1730年生-1801年死）が「唐暦による推算であろう」と述べ、伴信友（1775年生-1848年死）は「百済の暦日を用いたものである」とした。
明治・大正期には暦日の研究は目立った進展を見せなかった。画期となったのは昭和初期の東京天文台の天文学者であった小川清彦による研究である。彼は第二次世界大戦前から戦時中にかけて、『日本書紀』に記載されている月朔について、中国から伝わった各種の暦法による推算値との比較を行い、『日本書紀』の暦法が元嘉暦、儀鳳暦であること、その暦日は当時のものではなく後世（8世紀）の偽作であることを明らかにした。小川の分析結果は当初ごく限られた人物の間に少数のコピーで配布されたのみであった。これは近代に入ると『日本書紀』は日本の国家史・国民史の根幹としての地位が与えられるようになり、昭和期に入った頃にはその内容、特に誤りについての批判を行うことには政治的危険を伴ったためである。戦後、小川の業績は広く知られるようになり、現在では定説となっている。
小川が作表した『日本書紀』の暦日と、元嘉暦、儀鳳暦の暦日を示す表を元に、暦法の切り替わりを示す箇所を抽出したものを以下に示す。
| 年       | 西暦換算 | 日本書紀記載の月朔   | 儀鳳暦の月朔       | 元嘉暦の月朔       |
| -------- | -------- | -------------------- | ------------------ | ------------------ |
| 太歳甲寅 | -666     | 11月丙戌             | 丙戌               | 丁亥               |
| 戊午     | -662     | 6月乙未              | 乙未               | 丙申               |
| 神武元年 | -659     | 正月庚辰             | 庚辰               | 辛巳               |
| 垂仁15年 | -14      | 2月乙卯              | 乙卯               | 丙辰               |
| 垂仁23年 | -6       | 10月乙丑             | 閏10月乙丑         | 閏10月乙丑         |
| 景行12年 | 82       | 9月甲子              | 甲子               | 乙丑               |
| 成務2年  | 132      | 11月癸酉             | 癸酉               | 甲戊               |
| 仲哀元年 | 192      | 閏11月乙卯           | 閏11月乙卯         | 閏12月甲申         |
| 仲哀9年  | 200      | 3月壬申              | 壬申               | 癸酉               |
| 仁徳87年 | 399      | 10月癸未             | 癸未               | 甲申               |
| 履中5年  | 404      | 9月乙酉              | 閏9月乙酉          | 閏9月乙酉          |
| 安康3年  | 456      | 8月甲申              | 癸未               | 甲申               |
| 雄略4年  | 460      | 8月辛卯              | 庚寅               | 辛卯               |
| 清寧4年  | 483      | 閏5月 -              | 閏6月戊申          | 閏5月戊寅          |
| 欽明31年 | 570      | 4月甲申              | 閏4月甲申          | 閏4月甲申          |
| 舒明2年  | 630      | 正月丁卯             | 閏正月丁卯         | 正月丁卯           |
| 皇極2年  | 643      | （閏7月戊寅）8月戊申 | 8月戊寅、閏8月戊申 | 閏7月戊寅、8月戊申 |
| 天智6年  | 667      | 閏11月丁亥           | 12月丁亥           | 閏11月丁亥         |

この表に示される通り、垂仁23年、履中5年、欽明31年4月の「閏」字が筆写時に脱落したものと仮定した場合、4世紀頃以前の月朔の干支は儀鳳暦に、5世紀頃以降のそれは元嘉暦に一致する。
当時既に『日本書紀』が指し示す紀年が古い時代において信用に足らないことは理解されていたが、儀鳳暦・元嘉暦を用いた小川の推算値と『日本書紀』記載の暦日は比較的高い一致を示した。年代が疑わしいものであるにもかかわらず、暦日の月朔がその疑わしい年代と良く合致することは、『日本書紀』の月朔が同時代史料の記載にあったものを写したのではなく、後世に設定された紀年に合わせて計算されたものであることを意味する。

#### 古事記の崩御年干支
なお、『古事記』は年次を持たないが分注の形で15人の天皇について崩御年干支と崩御月が記され、第10代崇神天皇と第18代反正天皇を除く13人は崩御日も記されている。崇神天皇、第13代成務天皇～第19代允恭天皇、第21代雄略天皇、第26代継体天皇、第30代敏達天皇の11人は『日本書紀』の崩御年の干支と一致しないが、
- 第27代 - 安閑天皇（乙卯、安閑天皇2年〈535年〉）
- 第31代 - 用明天皇（丁未、用明天皇2年〈587年〉）
- 第32代 - 崇峻天皇（壬子、崇峻天皇5年〈592年〉）
- 第33代 - 推古天皇（戊子、推古天皇36年〈628年〉）

は一致する。

## 紀年論
『日本書紀』の紀年がどのように構成されているか明らかにしようとする試みが紀年論である。神代について語る『日本書紀』の巻1, 2は年数の経過や一日の概念を示す記事は有るが紀年は無く、巻3の神武天皇の東征開始から初めて紀年が記され絶対年代が明示され始める。『日本書紀』の紀年はその古い時代について江戸時代以来疑問が持たれてきた。倉西裕子のまとめによれば、『日本書紀』の紀年を巡る具体的な論点は次の3つである。
- 「巻9（神功紀）に見られる年代的不整合」
- 「国内外の諸史料と巻10の応神紀以降の歴代天皇の在位期間との不整合」
- 「歴代天皇の在位期間や宝算（享年）における非現実的数字」

### 初期の天皇の絶対年代と寿命
歴代天皇の在位期間の問題は、初期の天皇の不自然な長寿についてである（神武天皇は崩御時127歳、崇神天皇は120歳、応神天皇は110歳）。そして彼らに関わる紀年を西暦に置き換えると到底史実とはみなし難い年代が得られる。例えば神武天皇即位前記の東征開始の年、「太歳甲寅」は西暦に換算すると紀元前667年となり、これは天孫降臨から179万2470年後のことであったという。現代ではこのような『日本書紀』の年代設定は架空のもので、推古朝の頃に中国の讖緯説（陰陽五行説にもとづく予言・占い）に基づいて、神武天皇の即位を紀元前660年に当たる辛酉（かのととり、しんゆう）の年に設定したと考えられている。神武天皇の即位年が讖緯説によって設定された作為によるものであるという見解は早くも江戸時代に伴信友などによって指摘され、明治時代に那珂通世によって現代の通説が打ち立てられた。
讖緯説は干支が一周する60年を一元、二十一元（1260年）を一蔀として特別な意味を持たせるもので、後漢代の学者鄭玄が『易緯』の注の中で述べているものである。那珂通世の結論は、推古天皇9年（601年）、辛酉の年を起点として、一蔀遡った前660年、辛酉の年が神武天皇元年として設定されたというものである。
また、初期の天皇の不自然に長い寿命を説明する説として春秋二倍暦説がある。これは古い時代には春夏を1年、秋冬を1年と数えていたが、『日本書紀』編纂時にはこれが忘れ去られていたため天皇の年齢が2倍になったという仮説である。この説は明治時代にデンマーク人ウィリアム・ブラムセンが初めて唱えたもので、戦後には幾人かの日本人学者が『三国志』のいわゆる「魏志倭人伝」の注釈に「其俗不知正歳四節但計春耕秋収為年紀（その俗、正歳四節を知らず、ただ春耕し秋収穫するを計って年紀と為す）」とあることを論拠にこの説を展開した。これとは別に、『日本書紀』には記事がない空白の年が多数あることから、記事がある年のみが実際の紀年であり、記事の空白期間を省くことで実際の年代を復元できるという説（復元紀年説）も存在する。これらの説は、その後の「倭の五王」の時代の編年との接続に問題を抱えており、広く受け入れられてはいない。その他、当時の日本には四倍年暦が存在していたとする説がある。

### 神功紀の紀年
『日本書紀』は神功紀・応神紀にはいると飛躍的に外国の記述、特に朝鮮半島での出来事や倭国と朝鮮との関わりについての記述が増える。この時期の記述には朝鮮の史書である『三国史記』と対応する記述があり、また倭国から中国への遣使記録が中国各王朝の正史にあることから、『日本書紀』の年次と外国史書の年次を比較することができる。
巻9（神功紀）は39年条に「魏志倭人伝」に登場する倭の女王卑弥呼の遣使記事を載せ、神功皇后と卑弥呼を同一人物として描いている。この卑弥呼の遣使は魏の景初3年（239年）のことであるため、『日本書紀』は神功皇后39年を239年に設定していることがわかる。そして神功紀には同じく百済の王の崩御・即位記事があり、神功皇后55年に百済の肖古王（近肖古王（375年死亡）が死亡したこと、神功皇后56年に王子貴須（近仇首王、375年即位）が即位したこと、神功皇后64年に枕流王が即位したことなどが記されている。『三国史記』や『東国通鑑』の近肖古王の記述に基づくならば近肖古王の死は西暦375年ということになりこれが神功皇后55年に対応する。ここから逆算した場合、神功皇后39年は359年となり『三国志』から導き出せる紀年とはちょうど120年の差分が存在する。百済の出来事との他の年次の対応も同様である。干支による年次表記では60年ごとに同一の干支の年が現れるため、『日本書紀』巻9は神功皇后を卑弥呼と同一人物とする過程で干支二運（120年）年代を繰り上げていることが知られ、さらにこの120年の紀年の歪みは神功紀の中で調整されることがないため、外国史書と巻9の間で出来事を対照させていくと神功皇后元年は西暦201年であるのに対し、神功皇后69年（崩御時）は西暦389年という年代が得られる。
| 日本書紀紀年 | 三国志を基準にした年次 | 三国史記の近肖古王を基準にした年次 | 日本書紀の記述                                           | 外国史書の記述                                           |
| ------------ | ---------------------- | ---------------------------------- | -------------------------------------------------------- | -------------------------------------------------------- |
| 神功元年     | 201年                  | 321年                              | 摂政元年                                                 | -                                                        |
| 神功39年     | 239年                  | 359年                              | 明帝の景初三年、六月、倭女王が遣使（日本書紀引用、魏志） | 明帝の景初二年六月、倭女王が遣使（三国志、魏志）         |
| 神功55年     | 255年                  | 375年                              | 五十五年、百済の肖古王が死去。                           | 近肖古王三十年、冬十一月、王が死去（三国史記）           |
| 神功56年     | 256年                  | 376年                              | 五十六年、百済の王子貴須が即位。                         | 近仇首王が即位。（三国史記）                             |
| 神功64年     | 264年                  | 384年                              | 六十四年、百済国の貴須王が死去。枕流王が即位。           | 近仇首王十年、夏四月、王が死去。枕流王即位。（三国史記） |
| 神功65年     | 265年                  | 385年                              | 六十五年、百済の枕流王が死去。                           | 二年、冬十一月、枕流王が死去。（三国史記）               |
| 神功69年     | 269年                  | 389年                              | 六十九年夏四月十七日（夏四月辛酉朔丁丑）、神功皇后死去。 | -                                                        |

この干支二運繰り上げ説は本居宣長が江戸時代に『東国通鑑』との比較から導き出し、明治以来の議論を経て那珂通世によって概ね完成された。ただし、現在でも『日本書紀』の編年を重視して神功皇后を3世紀代に位置付ける説も存在する。また、神功皇后の実在性を巡っても議論が続いていることや、単純に神功紀の紀年を干支二運を繰り上げただけでは、神功皇后に続く応神紀の紀年と整合性を持たないことから、神功紀の紀年はまだ未解決の問題を抱えている。

### 倭の五王と『日本書紀』
応神紀以降の紀年においては、『三国史記』との対照と並んで中国史書に登場するいわゆる「倭の五王」の遣使記事との年代比較が重要となる。倭の五王は5世紀と6世紀初頭に中国へ遣使したことが記録されている倭国の王である。
| 西暦  | 日本書紀紀年 | 中国史書の倭王 | 古事記分註崩御年干支による在位天皇 |
| ----- | ------------ | -------------- | ---------------------------------- |
| 269年 | 神功皇后69年 | 倭女王         | -                                  |
| 421年 | 允恭天皇10年 | 賛（讃）       | 仁徳天皇                           |
| 425年 | 允恭天皇14年 | 賛（讃）       | 仁徳天皇（427年崩御）              |
| 438年 | 允恭天皇27年 | 珍             | 反正天皇（437年崩御）              |
| 443年 | 允恭天皇32年 | 済             | 允恭天皇                           |
| 451年 | 允恭天皇40年 | 済             | 允恭天皇（454年崩御）              |
| 462年 | 雄略天皇6年  | 興             | -                                  |
| 478年 | 雄略天皇22年 | 武             | 雄略天皇（489年崩御）              |
| 502年 | 武烈天皇4年  | 武             | -                                  |

上に見られるように、神功皇后と卑弥呼を同一視する『日本書紀』の編年に基づいて紀年を組み立てた場合、倭の五王の記録と『日本書紀』の歴代天皇の記録は全く合致しない。また、仁徳天皇が長大な在位期間を持つため、神功紀の紀年を120年繰り上げてもやはり全く整合しない。これらの問題についても江戸時代から新井白石によって指摘されていた。
倭の五王の紀年について注目されるのが古事記の崩御年干支である。上に述べた通り、『古事記』は年次を持たないが、現存最古の写本に分注の形で15人の天皇の崩御年干支と崩御月が記されている。この古事記の干支から那珂通世によって西暦換算の年代が割り出されているが、これは5世紀代において『日本書紀』とは合致しないものの、倭の五王の記録とは比較的無理のない整合性を示す。
しかし、この古事記の崩御年干支に基づく年代も『日本書紀』記事中の記録から修正して導き出せる年代とは合致しない。『日本書紀』の応神天皇3年条に百済の阿花王の即位記事があり、これは『三国史記』から392年のことであることがわかるため、阿花王即位を基準に応神天皇元年は390年と導き出せる。しかし、分註崩御年干支に基づく推計では応神41年が394年になる。
雄略天皇については雄略5年が西暦461年にあたることが研究者の間で一致を見ている。これは雄略5年条に百済の武寧王の誕生記事があり、その干支（辛丑）が武寧王陵出土の墓誌の崩御年である癸卯（523年）および年齢（62歳で死亡、辛丑の年から癸卯の年まで還暦を挟んで62年）と整合することによる。
このような問題のため、5世紀頃と推定される歴代天皇の在位期間および絶対年代は現在も完全には確定していない。

## 編纂方針
『日本書紀』の編纂は当時の天皇によって作成を命じられた国家の大事業であり、皇室や各氏族の歴史上での位置づけを行うという極めて政治的な色彩の濃厚なものである。編集方針の決定や原資料の選択は政治的に有力者が主導したものと推測されている。

### 文体・用語
『日本書紀』の文体・用語など文章上のさまざまな特徴を分類した研究・調査の結果によると、全三十巻のうち、巻第一・巻第二の神代紀と巻第二十八・二十九・三十の天武・持統紀の実録的な部分を除いた後の25巻は、大別してふたつにわけられるとされる。その一は、巻第三の神武紀から巻第十三の允恭・安康紀までであり、その二は、巻第十四の雄略紀から巻第二十一の用明・崇峻紀までである。残る巻第二十二・二十三の推古・舒明紀はその一に、巻第二十四の皇極紀から巻第二十七の天智紀まではその二に付加されるとされている。巻第十三と巻第十四の間、つまり、雄略紀の前後に古代史の画期があったと推測されている。

### 本文と一書（あるふみ）
本文の後に注の形で「一書に曰く」として多くの異伝を書き留めている箇所が多く見られる。中国では清の時代まで本文中に異説を併記した歴史書はなく、当時としては東アジアにおいて画期的な歴史書だったといえる。あるいは、それゆえに、現存するものは作成年代が古事記などよりもずっと新しいものであるという論拠ともなっている。ただし、『釈日本紀』の開題部分には「一書一説」の引用を「裴松之三国志注の例なり」と記されており、晋の陳寿が著した『三国志』に対して宋（南朝）の裴松之が異説などを含めた注釈を付けた形式のものが日本に伝来され、『日本書紀』のモデルになった可能性はある。
なお、日本書紀欽明天皇2年3月条には、分注において、皇妃・皇子について本文と異なる異伝を記した後、『帝王本紀』について「古字が多くてわかりにくいためにさまざまな異伝が存在するのでどれが正しいのか判別しがたい場合には一つを選んで記し、それ以外の異伝についても記せ」と命じられた事を記している。この記述がどの程度事実を反映しているのかは不明であるが、正しいと判断した伝承を一つだけ選ぶのではなく本文と異なる異伝も併記するという編纂方針が、現在みられる『日本書紀』全般の状況とよく合っていることはしばしば注目されている。

### 分注の存在
『日本書紀』には訓読や書名をあげての文献引用など、本文とは別に分注（分註）と呼ばれる割注記事がみられる。かつては分注は後世の創作とする説も存在したが、今日では『日本書紀』成立当初から存在していたと考えられている。また、前述の「一書に曰く」も平安期の写本の断簡の中には分注と同じ体裁で書かれており、原本では分注の一部であった可能性がある。成立当初からの分注の存在は『日本書紀』独自の形式であるが、前述の『三国志』の裴松之による注のように中国の歴史書において後世の人物が本文に注を付けてさらに後々に伝えられる例は存在しており、『日本書紀』の編者がこうした注の付いた中国の歴史書の影響を受けた可能性がある。

### 系図一巻
続日本紀にある日本書紀の完成記事には「紀卅卷系圖一卷」とあり、成立時の日本書紀には現在伝えられている三十巻の他に系図一巻が存在したと考えられている。日本書紀の「紀卅卷」が現在までほぼ完全に伝わっているのに対して系図は全く伝わっていない。弘仁私記にはこの系図について、「図書寮にも民間にも見えない」としてすでに失われたかのような記述があるが、鎌倉時代に存在する書物を集めた記録では「舎人親王撰　帝王系図一巻」とあり、このころまでは存在したとも考えられる。
「新撰姓氏録」には「日本紀合」という記述が散見されるが、現存の「日本書紀」に該当する記述が存在しない。これは失われた系図部分と照合したものであると考えられている。この「系図一巻」の内容については様々に推測されている。例えば日本書紀では初出の人物の系譜を記すのが通例なのに、系譜の記されない人物が若干存在するが、これらについては系図に記載があるために省略されたと考えられている。また、記紀ともに現存の本文には見えない応神天皇から継体天皇に至る系譜についてもこの失われた「系図1巻」は書かれていた可能性を指摘する説がある。
また、前述のように系図を『日本書紀』とは別の書物とし、両書を合わせて『日本紀』と呼んだとする塚口義信の見解、塚口説を否定しつつも系図に関する考察については肯定した荊木美行の見解もある（書名を参照）。

## 諱と諡
天皇の名には、天皇在世中の実名である諱（いみな）、在世中に奉られる尊号、没後に奉られる諡（おくりな）がある。現在普通に使用されるのは『続日本紀』に記述される奈良時代、天平宝字6年（762年）〜同8年（764年）、淡海三船により神武天皇から持統天皇までの41代（弘文天皇を除き神功皇后を含む）へ一括撰進された漢風諡号であるが、『日本書紀』の本来の原文には当然漢風諡号はなく、天皇の名は漢風諡号の前に書かれた本来の名のみであらわされていたと考えられる。この名は漢風諡号との対比から「和風諡号」と呼ばれることが多いが、諡号であるという根拠はなく、どのような名前なのかは不明である。天皇ではないが壬申の乱の功臣・三輪子首が「大三輪真上田迎君」と諡されたのが『日本書紀』に明記された唯一の諡（謚）である。
15代応神天皇から26代継体天皇までの名は、おおむね諱、つまり在世中の実名であると考えられている。その特徴は、ホムタ・ハツセなどの地名、サザキなどの動物名、シラカ・ミツハなどの人体に関する語、ワカ・タケなどの素朴な称、ワケ・スクネなどの古い尊称などを要素として単純な組み合わせから成っている。また、確実性が増してからの『書紀』の記述による限り、和風諡号の制度ができたのは6世紀半ばごろであり、それ以前で和風諡号風の名前を持つ天皇は、後世架上された天皇であると考える説がある。

## 受容・読書史
『日本書紀』は成立以来、現代に至るまで継続的に写本が作られ、読み継がれてきた。この受容・読書史においては、『古事記』よりも『日本書紀』の方が遥かに長い蓄積を持つ。『日本書紀』が「どのように研究されてきたか、そして改変や註釈がどのように施されてきたのか、さらにはそれが各時代の政治・社会・思想・宗教とどのように関係してきたのか」といった『日本書紀』の受容・読書史もまた、現代の研究の対象となっている。いわば『日本書紀』にまつわる思想史でもあり、そこに反映された各時代の読者の思想を読み解く営みは、『日本書紀』を「過去の事実の記録」ではなく「編纂者が作成した物語」として読み解こうとする視角に通底する。

### 日本紀講筵と書紀古訓
奈良・平安時代における『日本書紀』の受容状況について注目されるのは、『日本書紀』が完成した翌年の養老5年（721年）から開催されている朝廷主催の『日本書紀』の講義（日本紀講筵、書紀講筵）である。
講筵の内容については、甲乙丙丁の四種が残る講書の筆記記録の不完全な伝本（『日本書紀私記』）によって伝わる。そのうち甲乙丙の三種の内容は本文中の語句の訓読法に終始しており、丁は語句の疑義に対する問と博士の解答が集積されたものである。これらのことから、講筵では『日本書紀』の漢語の訓読が主要な論題であったことがわかり、『日本書紀』をいかに読む（訓む）かが学生と博士との間の問答を通じて聴衆に伝えられたものと見られる。代々の講筵の記録は聴講者の手によって開催された年次を冠する私記（年次私記）の形でまとめられた。
講筵はまた官人たちに日常において意識することのない大きな物語としての国史を想起させる儀式でもあり、概ね体制が整った元慶2年（878年）以降の形式について10世紀の儀式書『西宮記』に記録が残されている。その記録から、「天皇の命で開催が決定される公式な会であること」「博士以下学生に至る講読の実行主体の外側に監督者・見学者としての公卿層以下が配置される公開行事であること」「開催期間が複数年と長期間にわたること」が日本紀講筵の基本構造であったと考えられる。
以下に過去の講筵（年次は開講の時期）の概要を示す。
養老5年（721年）
博士は太安万侶。私記は現存しないが、現存『弘仁私記』および一部の書紀古写本に「養老説」として引用の形で見える。
弘仁4年（813年）
博士は多人長。唯一、成書の形で私記が現存する（いわゆる私記甲本）が、書紀古写本（乾元本神代紀）に「弘仁説」として引用されている『弘仁私記』（和訓が万葉仮名で表記され上代特殊仮名遣も正確）と比べると、現在の伝本（和訓の大半が片仮名表記）は書写の過程ではなはだしく劣化したものであり、原型をとどめていないと見られる。
承和6年（839年）
博士は菅野高平（滋野貞主とも）。私記は現存しない。
元慶2年（878年）
博士は善淵愛成。私記は現存しないが、卜部兼方の『釈日本紀』に「私記」として引用されているのはこれではないかと言われている。私記作者は矢田部名実か。
延喜4年（904年）
博士は藤原春海。私記作者は矢田部公望。私記は現存しないが、『和名類聚抄』に「日本紀私記」として、また卜部兼方の『釈日本紀』に「公望私記」として、それぞれ引用されている。
承平6年（936年）
博士は矢田部公望。現在断片として伝わっている私記丁本がその私記であると推測されている。
康保2年（965年）
博士は橘仲遠。私記は現存しない。
養老以降、100年近くにわたって開催されなかった日本紀講筵が9世紀に再開されたことは朝廷の修史事業と関係すると考えられる。『日本書紀』は日本初の正史として権威を持ち、その記述に基づいた「歴史」「記憶」が諸官人・氏族に徐々に定着していくと共に、また各氏族の起源を語る根本台帳としての機能を持つものとして受容されていった。そして8世紀後半に新たな正史『続日本紀』が『日本書紀』に代わる新たな歴史を示すものとしてではなく、『日本書紀』に続くものとして編纂されたことで建国神話を持つ『日本書紀』が正典化し、新たな受容形態が求められた。こうして9世紀に日本紀講筵が行われるようになり、六国史の編纂が継続した間、ほぼ定期的に儀式として繰り返されるようになったと見られる。11世紀に入り、官選の正史の編纂が実施されなくなると共に日本紀講筵の開催も途絶えた。このことは、正史の編纂と日本紀講筵が一体のものであったことを示唆する。

### 中世日本紀論
中世は『日本書紀』の読書史の中で1つのピークを成す。この時期は『日本書紀』への「注釈」・「研究」を通じて原典から離れた解釈が成され、神話・神々の姿が改変され新たな創り出され、多種多様な新たな神話が創り出されていった。こうした動向はただ『日本書紀』の神話への注釈のみならず、自社縁起・本地物・歌学書・説話文学・唱導文芸など様々な場面に見受けられる。中世神道説において『日本書紀』は、『古事記』『先代旧事本紀』と並んで「神書三大部」とまでされるようになっていった。
このような中世の『日本書紀』にまつわる文芸活動・注釈への近現代の評価は伝統的に極めて低く、（『釈日本紀』という重大な例外はあるが）古伝を無視した空理空論を論じたものと認識され、中世の「日本紀注」は検討する価値のないものとして本格的な学術的研究対象として扱われていなかった。しかし、1972年に伊藤正義が中世に登場した神話言説を相対化・再評価する「中世日本紀」という研究概念を提唱し端緒を付けて以降、近代学問における注釈概念とは異なる中世独特の学問のあり方、原典の『日本書紀』から離れて注釈の形を取って展開される独自の「中世神話」の創造が研究の対象として盛んに論じられるようになった。

### 本格的注釈書の出現
近世に入ると、儒学の立場から理解しようとする動向が見られるようになる。それまでも卜部兼方『釈日本紀』に始まり、一条兼良『日本書紀纂疏』や吉田兼倶『神書聞塵』『日本書紀神代巻抄』へと続き、さらにその周辺において忌部正通 『神代巻口訣』、劔阿『日本紀私鈔』、良遍『日本書紀巻第一聞書』『神代巻私見聞』、慈遍『旧事本紀玄義』など、仏教の要素がある注釈書は少なからずあるが、儒学が幕府の庇護を受けるようになってからは、朱子学を中心に解釈が成されていった。

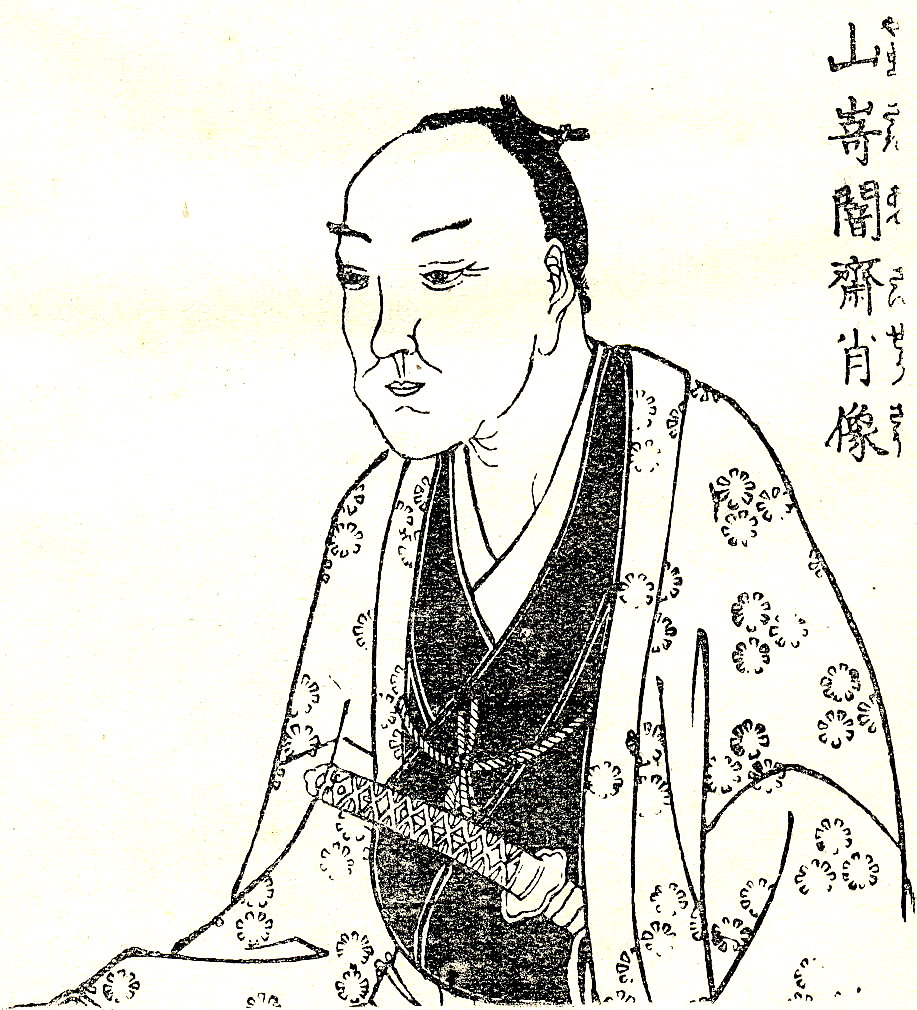
山崎闇斎
垂加神道では『日本書紀』研究が盛んに行われた。

中でも関係の深いのが、山崎闇斎に始まる垂加神道である。闇斎が経典としたのは、『日本書紀』神代巻と『中臣祓』で、これに関する講義録のほか、『神代巻風葉集』という注釈の草稿が残っている。垂加神道の『日本書紀』研究は、闇斎の没後も、弟子たちによって受け継がれた。例えば谷秦山『神代巻鹽土傳』は、語彙の正確な解釈を通じて神代巻を正しく読もうとする考証学的な姿勢を貫いている。

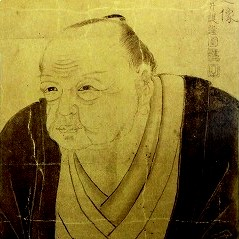
谷川士清
『日本書紀通証』には多くの出典を的確に引用しながら訓詁を施している。

この系統において注目すべきは、谷川士清『日本書紀通証』である。同書の神代巻では、先学の諸説を簡潔かつ的確に引用しており、その意味では「垂加派の神道説の集大成」であるが、「『釈日本紀』以来500年近くもなかった『日本書紀』全巻の本格的な注釈書」という点においても画期的で、神代巻が示す神々への崇敬から少し距離を置いた世俗化の一端と見ることもできる。これと並んで特筆されるのが、河村秀根の『書紀集解』で、それまでの中世的な神秘的解釈を打破した点に特色があるが、『日本書紀』の文意を正しく理解することを目的に出典の詮索に徹底している。このような訓詁注釈の徹底と出典論の充実は、中世期には見られなかった客観的かつ実証的な研究を展開させ、体系的な形を整えるに至った。

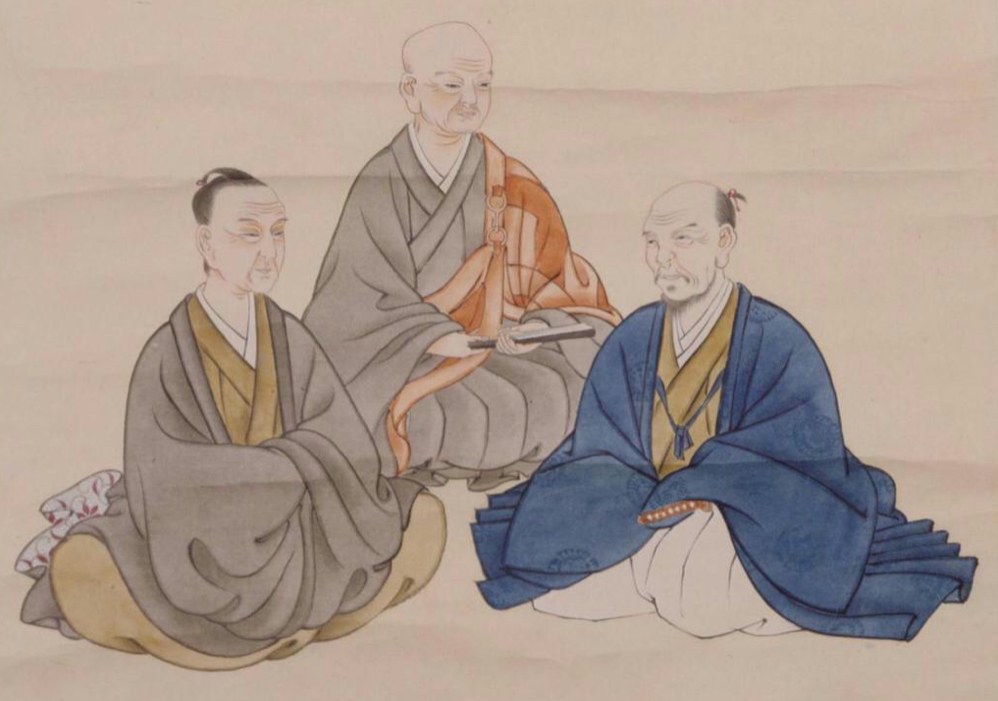
国学の三哲
左から本居宣長、契沖、賀茂真淵。

こうした儒家の研究に対して、18世紀頃から隆盛を極めたのが、国学の流れを汲む研究である。例えば実証主義的な文献学的方法で後々の国学者に大きな影響を与えた契沖は、『厚顔抄』という記紀歌謡の注釈書を著しているが、全3巻のうち上・中が『日本書紀』で下が『古事記』という排列から、『日本書紀』を重んじる精神が見られる。また、荷田春満は神代巻の注釈書や講義録を残しており、後世の解釈に拠らないで研究すべきことを説いている。やがて賀茂真淵の頃から、国学者は『古事記』を高く評価するようになっていった。とりわけ本居宣長による漢意の排斥と『古事記伝』の完成以降、こうした風潮は一気に高まった。尤も宣長は『古事記伝』の中で『日本書紀』を漢意に惑わされず読むことの必要性を述べていることから、宣長以前にあった『日本書紀』研究の蓄積なくして『古事記伝』はなかったともいえる。また、橘守部などは宣長の考えに対して『日本書紀』の優越性を主張しているほか、平田篤胤なども『古事記』偏重の傾向を批判している。いずれにせよ、国学者が研究の対象とする古代文献は漢字で書かれているが、その中にあって純粋な漢文で書かれている『日本書紀』は、海外の表記法で日本を記した文献であるため、国学者は『日本書紀』の訓読作業に取り組み、和語に改めることで古語を知ろうとしたのであり、いわば『日本書紀』以前の古語を求める取り組みは、『日本書紀』を和文として理解することでもあった。
幕末には鈴木重胤が『日本書紀伝』を著した。同書は、まず原文を挙げた後にその注釈を掲示する形態であるが、その注釈は登場する地名・氏族・人名の考証から、訓読・語義・語源など多方面にわたり、関連する資料を紹介しながらも独自解釈を示している。重胤が暗殺されたことにより、神代巻の途中で中絶したが、残された部分を見ても、短時間で執筆したにもかかわらず、その内容は精緻で充実している。この他には岡熊臣が『古事記伝』に倣って『日本書紀私伝』を著している。

### 神聖視からの脱却

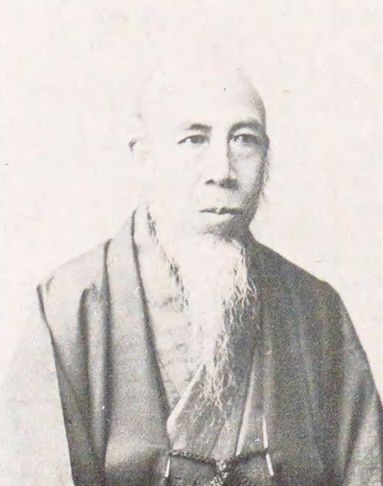
飯田武郷
『日本書紀通釈』は「近世期における注釈の集大成」という傾向にあるが、後人の加筆を想定するなど旧説を修正している部分も少なからずある。

『日本書紀』は『古事記』に比して大部なことに加え、中世以降に神代の部分が尊重されるようになっていたことや、近世期における国学の勃興もあり、明治維新の頃は腰を据えた研究がなされる状況にはなかった。そうした中で欧米の方法論を取り入れた研究も少なからず現れたが、例えば久米邦武筆禍事件などに代表されるように、国学的な伝統に抗することは難しい情勢でもあった。やがて明治30年（1897年）を過ぎた頃に出現したのが、飯田武郷『日本書紀通釈』である。同書は『日本書紀』全巻の注釈書で、全70巻を通して諸説を見ることができたほか、刊行当時は『日本書紀』全巻の訓読文を伴う活字本としてほぼ唯一であることなどから、『日本書紀』の基本文献として昭和の末年まで版元を変更しつつ重版された。

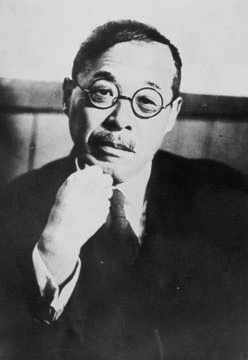
津田左右吉の方法は、史料を通してそこに現れた思想を問うものであった。

やがて皇国史観が隆盛する中で、注目すべきは津田左右吉の存在である。津田は周辺諸学の必要性に言及しつつ、厳密な文献批判に立脚した独自の学説を次々と発表したが、戦争が激化した昭和10年代に蓑田胸喜らの攻撃を受け、遂には政府から『古事記及び日本書紀の研究』『神代史の研究』『日本上代史研究』『上代日本の社会及思想』の4冊が発禁処分とされた。程なくして終戦を迎えると、そうした迫害から一転して津田は文化勲章を授与されるなどの栄誉を与えられ、いわゆる「津田史学」は戦後の史学研究の基礎の一つとなった。とりわけ唯物史観に立脚した論者には、精緻かつ機械的な処置で利用しやすいこともあって多く引用されたが、そこには津田の意図を離れて方法論のみを事実探求へ過度に利用してきた面があることは否めない。

## 記述の信頼性
『日本書紀』は史料批判上の見地から信憑性に疑問符がつく記述をいくつか含んでいる、以下はその例を示す。

### 大化の改新の詔の内容の書き換え
1967年12月に藤原京の北面外濠から発見された「己亥年十月上捄国阿波評松里□」（己亥年は西暦699年）と書かれた木簡により、『日本書紀』の大化の改新の詔の文書が奈良時代に書き替えられたものであることが判明している。

### 稲荷山古墳鉄剣銘文との対応
稲荷山古墳から出土した金錯銘鉄剣の発見により、5世紀中頃の雄略天皇の実在を認めた上で、その前後、特に仁徳天皇以降の国内伝承に一定の真実性を認めようとする意見も存在する。
発見された金錯銘鉄剣の銘文からは、5世紀中頃の地方豪族が8世代にもわたる系図を作成していたことがわかる。その銘文には「意富比垝（オホヒコ）」から「乎獲居臣（ヲワケの臣）」にいたる8人の系図が記されており、「意富比垝（オホヒコ）」を記紀の第八代孝元天皇の第一皇子「大彦命」（四道将軍の一人）と比定する説がある。また、川口勝康は「乎獲居（ヲワケ）」について、「意富比垝（オホヒコ）」の孫「弖已加利獲居（テヨカリワケ）」とし、豐韓別命は武渟川別の子と比定しているが、鉄剣銘文においては弖已加利獲居（テヨカリワケ）は多加利足尼の子であるとする。

### 『上宮記』『帝紀』『旧辞』『国記』『天皇記』との関連
聖徳太子による国史の成立以前にも各種系図は存在した。これらを基礎にして、継体天皇の系図を記した『上宮記』や、『古事記』、『日本書紀』が作られたとする説もある。仮に、推古朝の600年頃に『上宮記』が成立したとするなら、継体天皇（オホド王）が崩御した継体天皇25年（531年）は当時から70年前である。なお、記紀編纂の基本史料となった『帝紀』、『旧辞』は7世紀ごろの成立と考えられている。
『日本書紀』には、推古天皇28年（620年）に、「是歲 皇太子、島大臣共議之 錄天皇記及國記 臣 連 伴造 國造 百八十部并公民等本記」（皇太子は厩戸皇子（聖徳太子）、島大臣は蘇我馬子）という記録がある。当時のヤマト王権に史書編纂に資する正確かつ十分な文字記録があったと推定しうる根拠は乏しく、その編纂が事実あったとしても、口承伝承に多く頼らざるを得なかったと推定されている。なお、『日本書紀』によれば、このとき、聖徳太子らが作った歴史書『国記』・『天皇記』は、蘇我蝦夷・入鹿が滅ぼされたときに大部分焼失したが、焼け残ったものは天智天皇に献上されたという記述がある。

### 百済三書との対応
現代では、継体天皇以前の記述、特に、編年は正確さを保証できないと考えられている。それは、例えば、継体天皇の没年が記紀で三説があげられるなどの記述の複層性、また、『書紀』編者が、『百済本記』（百済三書の一つ）に基づき、531年説を本文に採用したことからも推察できる。
百済三書とは、『百済本記』・『百済記』・『百済新撰』の三書をいい、『日本書紀』に書名が確認されるが、現在には伝わっていない逸書である（『三国史記』の『百済本紀』とは異なる）。百済三書は、6世紀後半の威徳王の時代に、属国としての対倭国政策の必要から倭王に提出するために百済で編纂されたとみられ、日本書紀の編者が参照したとみられてきた。それゆえ、百済三書と日本書紀の記事の対照により、古代日朝関係の実像が客観的に復元できると信じられていた。三書の中で最も記録性に富むのは『百済本記』で、それに基づいた『継体紀』、『欽明紀』の記述には、「日本の天皇が朝鮮半島に広大な領土を有っていた」としなければ意味不通になる文章が非常に多く、また、任那日本府に関する記述（「百済本記に云はく、安羅を以て父とし、日本府を以て本とす」）もその中に表れている。
また、『神功紀』・『応神紀』の注釈に引用された『百済記』には、「新羅、貴国に奉らず。貴国、沙至比跪（さちひこ）を遣して討たしむ」など日本（倭国）を「貴国」と呼称する記述がある。山尾幸久は、これまでの日本史学ではこの「貴国」を二人称的称呼（あなたのおくに）と解釈してきたが、日本書紀本文では第三者相互の会話でも日本のことを「貴国」と呼んでいるため、貴国とは、「可畏（かしこき）天皇」「聖（ひじり）の王」が君臨する「貴（とうとき）国」「神（かみの）国」という意味で、「現神」が統治する「神国」という意識は、百済三書の原文にもある「日本」「天皇」号の出現と同期しており、それは天武の時代で、この神国意識は、6世紀後半はもちろん、「推古朝」にも存在しなかったとしている。
現在では、百済三書の記事の原形は百済王朝の史籍にさかのぼると推定され、7世紀末-8世紀初めに、滅亡後に移住した百済の王族貴族が、持ってきた本国の史書から再編纂して天皇の官府に進めたと考えられている。山尾幸久は、日本書紀の編纂者はこれを大幅に改変したとして、律令国家体制成立過程での編纂という時代の性質、編纂主体が置かれていた天皇の臣下という立場の性質（政治的な地位の保全への期待など）などの文脈を無視して百済三書との対応を考えることはできないとしている。このように日本書紀と百済記との対応については諸説ある。

## 『日本書紀』目次
- 卷第一
  - 神代上（かみのよのかみのまき）

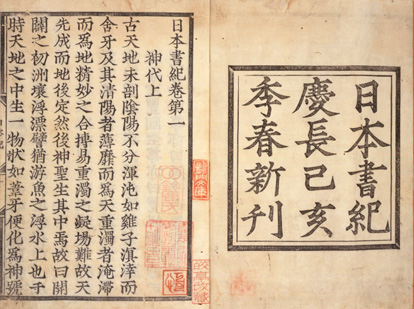
『日本書紀』巻第一（神代上）
慶長勅版

    - 第一段、天地開闢と神々　天地のはじめ及び神々の化成した話
    - 第二段、世界起源神話の続き
    - 第三段、男女の神が八柱、神世七代（かみのよななよ）
    - 第四段、国産みの話
    - 第五段、黄泉の国、国産みに次いで山川草木・月日などを産む話（神産み）
    - 第六段、アマテラスとスサノオの誓約　イザナギが崩御し、スサノオは根の国に行く前にアマテラスに会いに行く。アマテラスはスサノオと誓約し、互いに相手の持ち物から五男三女神を産む。
    - 第七段、天の岩戸　スサノオは乱暴をはたらき、アマテラスは天の岩戸に隠れてしまう。神々がいろいろな工夫の末アマテラスを引き出す。スサノオは罪を償った上で放たれる。（岩戸隠れ）
    - 第八段、八岐大蛇　スサノオが出雲に降り、アシナヅチ・テナヅチに会う。スサノオがクシナダヒメを救うためヤマタノオロチを殺し、出てきた草薙剣（くさなぎのつるぎ）をアマテラスに献上する。姫と結婚し、オオナムチを産み、スサノオは根の国に行った。大己貴神（おおあなむちのみこと）と少彦名命（すくなひこなのみこと）
- 卷第二
  - 神代下（かみのよのしものまき）
    - 第九段、葦原中国の平定、オオナムチ父子の国譲り、ニニギの降臨、サルタヒコの導き、ヒコホホデミらの誕生。（葦原中国平定・天孫降臨）
    - 第十段、山幸彦と海幸彦の話
    - 第十一段、神日本磐余彦尊（かむやまといはれびこのみこと）誕生

  - ※卷第三より以降の漢風諡号は、『日本書紀』成立時にはなく、その後の人が付け加えたものと推定されている。
- 卷第三
  - 神日本磐余彦天皇（かむやまといはれびこのすめらみこと）神武天皇
    - 東征出発
    - 五瀬命の死
    - 八咫烏
    - 兄猾（えうかし）、弟猾（おとうかし）
    - 兄磯城（えしき）、弟磯城（おとしき）
    - 長髄彦と金鵄（きんし）
    - 宮殿造営
    - 橿原即位
- 卷第四
  - 神渟名川耳天皇（かむぬなかはみみのすめらみこと）綏靖天皇
  - 磯城津彦玉手看天皇（しきつひこたまてみのすめらみこと）安寧天皇
  - 大日本彦耜友天皇（おほやまとひこすきとものすめらみこと）懿徳天皇
  - 観松彦香殖稲天皇（みまつひこかえしねのすめらみこと）孝昭天皇
  - 日本足彦国押人天皇（やまとたらしひこくにおしひとのすめらみこと）孝安天皇
  - 大日本根子彦太瓊天皇（おほやまとねこひこふとにのすめらみこと）孝霊天皇
  - 大日本根子彦国牽天皇（おほやまとねこひこくにくるのすめらみこと）孝元天皇
  - 稚日本根子彦大日日天皇（わかやまとねこひこおほひひのすめらみこと）開化天皇
- 卷第五
  - 御間城入彦五十塑殖天皇（みまきいりびこいにゑのすめらみこと）崇神天皇
    - 天皇即位
    - 大物主大神を祀る
    - 四道将軍
    - 御肇国天皇の称号
    - 神宝
- 卷第六
  - 活目入彦五十狭茅天皇（いくめいりびこいさちのすめらみこと）垂仁天皇
    - 即位
    - 任那、新羅抗争の始まり
    - 狭穂彦王の謀反
    - 角力の元祖
    - 鳥取の姓
    - 伊勢の祭祀
    - 野見宿禰と埴輪
    - 石上神宮
    - 天日槍と神宝
    - 田道間守
- 卷第七
  - 大足彦忍代別天皇（おほたらしひこおしろわけのすめらみこと）景行天皇
    - 天皇即位
    - 諸賊、土蜘蛛
    - 熊襲征伐
    - 日本武尊出動
    - 日本武尊の再征
    - 弟橘媛
    - 日本武尊病没

  - 稚足彦天皇（わかたらしひこのすめらみこと）成務天皇
    - 天皇即位と国、県の制
- 卷第八
  - 足仲彦天皇（たらしなかつひこのすめらみこと）仲哀天皇
    - 天皇即位
    - 熊襲征伐に神功皇后同行
    - 神の啓示
- 卷第九
  - 気長足姫尊（おきながたらしひめのみこと）神功皇后
    - 神功皇后の熊襲征伐
    - 新羅出兵
    - 麛坂王、忍熊王の策謀
    - 誉田別皇子（ほむたわけのみこ）の立太子
    - 百済、新羅の朝貢
    - 新羅再征
- 卷第十
  - 誉田天皇（ほむだのすめらみこと）応神天皇
    - 天皇の誕生と即位
    - 武内宿禰に弟の讒言（ざんげん）
    - 髪長媛（かみながひめ）と大鷦鷯尊（おおさざきのみこと）
    - 弓月君、阿直岐、王仁
    - 兄媛の歎き
    - 武庫の船火災
- 卷第十一
  - 大鷦鷯天皇（おほさざきのすめらみこと）仁徳天皇
    - 菟道稚郎子の謙譲とその死
    - 仁徳天皇の即位
    - 民の竈の煙
    - 池堤の構築
    - 天皇と皇后の不仲
    - 八田皇女の立后
    - 鷹甘部（たかかいべ）の定め
    - 新羅、蝦夷などとの抗争
- 卷第十二
  - 去来穂別天皇（いざほわけのすめらみこと）履中天皇
    - 仲皇子（なかつみこ）黒媛を犯す
    - 磐余（いわれ）の稚桜宮（わかさくらのみや）

  - 瑞歯別天皇（みつはわけのすめらみこと）反正天皇
- 卷第十三
  - 雄朝津間稚子宿禰天皇（をあさづまわくごのすくねのすめらみこと）允恭天皇
    - 即位の躊躇
    - 闘鶏（つげ）の国造り
    - 氏、姓を糾す
    - 殯（もがり）の玉田宿禰（たまたのすくね）と最古の地震記録
    - 衣通郎姫（そとおしのいらつめ）
    - 阿波の大真珠
    - 木梨軽皇子と妹

  - 穴穂天皇（あなほのすめらみこと）安康天皇
    - 木梨軽皇子の死
    - 大草香皇子の災厄
- 卷第十四
  - 大泊瀬幼武天皇（おほはつせのわかたけるのすめらみこと）雄略天皇
    - 眉輪王の父の仇
    - 市辺押磐皇子を謀殺
    - 即位と諸妃
    - 吉野の猟と宍人部の貢上
    - 葛城の一事主
    - 嶋王（武寧王）誕生
    - 少子部蜾蠃（ちいさこべのすがる）
    - 吉備臣（きびのおみ）たち
    - 今来（いまき）の才伎（てひと）
    - 高麗軍の撃破
    - 新羅討伐
    - 月夜の埴輪馬
    - 鳥養部（とりかいべ）、韋那部（いなべ）
    - 根使王（ねのおみ）の科（とが）
    - 秦のうずまさ
    - 朝日郎
    - 高麗、百済を降す
    - 天皇の遺言
- 第十五
  - 白髪武広国押稚日本根子（しらかのたけひろくにおしわかやまとねこのすめらみこと）清寧天皇
    - 星川皇子の叛
    - 天皇の即位と億計（おけ）、弘計（をけ）の発見
    - 飯豊皇女

  - 弘計天皇（をけのすめらみこと）顕宗天皇
    - 弘計、億計兄弟の苦難
    - 二皇子身分を明かす
    - 皇位の譲り合い
    - 弘計王の即位
    - 老婆置目の功績
    - 復讐の思い
    - 任那、高麗との通交

  - 億計天皇（おけのすめらみこと）仁賢天皇
    - 億計天皇の即位
    - 日鷹吉士高麗に使す
- 卷第十六
  - 小泊瀬稚鷦鷯天皇（おはつせのわかさざきのすめらみこと）武烈天皇
    - 影媛（かげひめ）と鮪（しび）
    - 武烈天皇の暴虐
- 卷第十七
  - 男大迹天皇（おほどのすめらみこと）継体天皇
    - 継体天皇の擁立
    - 任那四県の割譲
    - 己汶（こもん）帯沙（たさ）をめぐる争い
    - 磐井の反乱
    - 近江毛野の派遣
    - 近江毛野の死
    - 継体天皇の崩御
- 卷第十八
  - 広国押武金日天皇（ひろくにおしたけかなひのすめらみこと）安閑天皇
    - 天皇即位と屯倉（みやけ）の設置
    - 大河内味張の後悔
    - 武蔵国造の争い及び屯倉

  - 武小広国押盾天皇（たけをひろくにおしたてのすめらみこと）宣化天皇
    - 那津（筑紫）官家（みやけ）の整備
- 卷第十九
  - 天国排開広庭天皇（あめくにおしはらきひろにはのすめらみこと）欽明天皇
    - 秦大津父（はたのおおつち）
    - 大伴金村の失脚
    - 聖明王（せいめいおう）、任那（みまな）復興の協議
    - 任那日本府の官人忌避
    - 任那復興の計画
    - 日本への救援要請
    - 仏教公伝
    - 聖明王の戦死
    - 任那の滅亡
    - 調伊企儺の妻大葉子
    - 難船の高麗使人
- 卷第二十
  - 渟中倉太珠敷天皇（ぬなくらのふとたましきのすめらみこと）敏達天皇
    - 烏羽（からすば）の表
    - 吉備海部直難波の処罰
    - 日羅の進言
    - 蘇我馬子の崇仏
    - 物部守屋の排仏
- 卷第二十一
  - 橘豊日天皇（たちばなのとよひのすめらみこと）用明天皇
    - 用明即位
    - 三輪逆の死
    - 天皇病む

  - 泊瀬部天皇（はつせべのすめらみこと）崇峻天皇
    - 穴穂部皇子の死
    - 物部守屋敗北と捕鳥部万
    - 法興寺の創建
    - 天皇暗殺
- 卷第二十二
  - 豊御食炊屋姫天皇（とよみけかしきやひめのすめらみこと）推古天皇
    - 額田部皇女（ぬかたべのひめみこ）
    - 聖徳太子の摂政
    - 新羅征伐
    - 地震で舎屋倒壊、地震の神の祭
    - 冠位十二階の制定と憲法十七条
    - 名工鞍作鳥
    - 遣隋使
    - 菟田野（うだの）の薬猟（くすりがり）
    - 太子と飢人
    - 聖徳太子の死
    - 新羅征伐の再開
    - 寺院僧尼の統制
    - 蘇我馬子の葛城県（かずらきのあがた）の要請とその死
    - 天皇崩御
- 卷第二十三
  - 長足日広額天皇（おきながたらしひひぬかのすめらみこと）舒明天皇
    - 皇嗣問題難航
    - 山背大兄王の抗議
    - 境部摩理勢（さかいべのまりせ）の最期
    - 天皇の即位
    - 遣唐使
    - 災異多発
- 卷第二十四
  - 天豊財重日足姫天皇（あめとよたからいかしひたらしひめのすめらみこと）皇極天皇
    - 皇后即位
    - 百済と高句麗の政変
    - 異変頻発
    - 上宮大娘（かみつみやのいらつめ）の怒り
    - 蘇我入鹿、斑鳩急襲
    - 中大兄皇子（なかのおおえのみこ）と中臣鎌子（なかとみのかまこ）
    - 謡歌流行
    - 秦河勝と常世の神
    - 蘇我蝦夷、入鹿の滅亡
- 卷第二十五
  - 天万豊日天皇（あめよろづとよひのすめらみこと）孝徳天皇
    - 皇位の互譲
    - 新政権の発足
    - 東国国司の派遣
    - 鐘匱及び男女の法
    - 古人大兄皇子の死
    - 大化の改新の詔
    - 鐘匱の反応
    - 朝集使
    - 厚葬と旧俗の廃止
    - 品部（しなじなのとものお）の廃止
    - 新冠位制
    - 蘇我倉山田麻呂（そがのくらのやまだのまろ）
    - 白雉の出現
    - 皇太子、飛鳥に移る
- 卷第二十六
  - 天豊財重日足姫天皇（あめとよたからいかしひたらしひめのすめらみこと）斉明天皇
    - 斎明天皇重祚
    - 岡本宮造営
    - 阿倍比羅夫の遠征
    - 有馬皇子の変
    - 伊吉博徳の書
    - 安倍臣と粛慎（みしはせ）
    - 百済滅亡と遺臣
    - 西征と天皇崩御
- 卷第二十七
  - 天命開別天皇（あめみことひらかすわけのすめらみこと）天智天皇
    - 救援軍渡海
    - 白村江の戦い
    - 冠位の増設
    - 西海防備
    - 近江遷都と天智天皇の即位
    - 藤原鎌足の死
    - 大友皇子（おおとものみこ）太政大臣に
    - 天智天皇崩御
- 卷第二十八
  - 天渟中原瀛真人天皇（あまのぬなはらおきのまひとのすめらみことのかみのまき）天武天皇 上
    - 大海人皇子（おおあまのみこ）吉野入り
    - 挙兵決意
    - 東国への出発
    - 近江朝廷の対応
    - 大伴吹負の奇計
    - 大津京陥落
    - 大和の戦場
    - 大海人皇子の大和回復
- 卷第二十九
  - 天渟中原瀛真人天皇（あまのぬなはらおきのまひとのすめらみことのしものまき）天武天皇 下
    - 天武天皇即位
    - 広瀬、竜田の神祭り
    - 論功行賞と東漢氏
    - 十市皇女の突然の薨去
    - 筑紫大地震
    - 吉野の会盟
    - 律令編纂と帝紀の記録
    - 銀の停止と銅銭使用の令
    - 服装その他の改定
    - 彗星の出現
    - 八色の姓と新冠位制
    - 諸国大地震と伊予温泉停止、土佐の田畑海没
    - 天皇の発病と崩御
- 卷第三十
  - 高天原広野姫天皇（たかまのはらひろのひめのすめらみこと）持統天皇
    - 皇后称制
    - 大津皇子の変
    - 殯（もがり）の宮、国忌
    - 天武天皇の葬送
    - 草壁皇子の死
    - 浄御原令の施行
    - 持統天皇の即位
    - 朝服礼儀の制
    - 捕虜大伴部博麻（おおともべのはかま）の帰還
    - 食封（へひと）の加増
    - 藤原宮造営
    - 大三輪高市麻呂の諫言（かんげん）と伊勢行幸
    - 班田大夫（たたまいのまえつきみ）の派遣
    - 益須（やす）の醴（こさけ）の泉
    - 金光明経
    - 藤原宮に遷る
    - 天皇譲位

## 現存本
現存する最古のものは平安極初期のもの（田中本巻第十ならびにその僚巻に相当する巻第一の断簡）。
写本は古本系統と卜部家系統の本に分類される。神代巻（巻第一・巻第二）の一書が小書双行になっているものが古本系統であり、大書一段下げになっているものが卜部家系統である。原本では古本系統諸本と同じく小書双行であったと考えられている。
以下に国宝や重要文化財に指定されているものをいくつかあげる。
1. 古本系統
  - 佐佐木本 9世紀写 第1巻断簡 - 四天王寺本・猪熊本・田中本の僚巻。紙背には空海の漢詩を集めた『遍照発揮性霊集（へんじょうほっきしょうりょうしゅう）』（真済編）が記されている。訓点なし。個人蔵。
  - 四天王寺本 9世紀写 巻第一断簡 - 佐佐木本・猪熊本・田中本の僚巻。紙背文書については佐佐木本と同じ。訓点なし。四天王寺蔵。
  - 猪熊本 9世紀写 巻第一断簡 - 佐佐木本・四天王寺本・田中本の僚巻。紙背文書については佐佐木本と同じ。訓点なし。個人蔵。
  - 田中本 9世紀写 巻第十 - 佐佐木本・四天王寺本・猪熊本の僚巻。紙背文書については佐佐木本と同じ。訓点なし。奈良国立博物館蔵。
  - 岩崎本 10〜11世紀写 巻第二十二・二十四 - 訓点付きのものとしては最古。本文の声点は六声体系。図書寮本と比較すると、本文・訓点ともに相違は大きい。京都国立博物館蔵。
  - 前田本 11世紀写 巻第十一・十四・十七・二十 - 訓点は図書寮本と同系統であるが、多少古態を存する。声点は四声体系。前田育徳会蔵。
  - 図書寮本（書陵部本） 12世紀写 巻第十・十二〜十七・二十一〜二十四 - 訓点あり（第10巻を除く）。第14巻と第17巻は前田本と、巻第二十二〜二十四は北野本と、それぞれ同系統。声点は四声体系。宮内庁書陵部蔵。
  - 北野本 第1類…巻第二十二〜二十七（平安末期写） - 訓点あり。鎌倉末〜南北朝期に神祇伯であった白川伯王家・資継王の所蔵本が、室町中期に吉田家系の卜部兼永の所有となったもの。北野天満宮蔵。
  - 鴨脚本（嘉禎本） 1236年（嘉禎2年）写 巻第二 - 訓点あり。京都・賀茂御祖神社の社家・鴨脚（いちょう）氏旧蔵本。本文・訓点とも大江家系か。國學院大學蔵。
2. 卜部家本系統
  - 卜部兼方本（弘安本） 弘安9年（1286年）写 巻第一・二 - 訓点あり。平野家系の卜部兼方の書写。大江家点との比較を丹念に記す。声点は四声体系。京都国立博物館蔵。
  - 卜部兼夏本（乾元本） 嘉元元年（1303年）写 巻第一・二 - 訓点あり。吉田家系の卜部兼夏の書写。『弘仁私記』その他の私記を多数引用。声点は四声体系。天理大学附属天理図書館蔵。
  - 熱田本 1375〜7年写 巻第一〜十・十二〜十五 - 訓点あり。熱田神宮蔵。
  - 図書寮本（書陵部本） 1346年（南朝：正平元年、北朝：貞和2年）写 巻第二 - 訓点あり。北畠親房旧蔵本。宮内庁書陵部蔵。
  - 北野本 第2類…巻第二十八〜三十（平安末〜鎌倉初期写）、第3類…巻第一・四・五・七〜十・十二・十三・十五・十七〜二十一（南北朝写）、第4類…巻第三・六・十一（室町後期写）、第5類…巻第十六（幕末写） - 訓点あり（第1巻を除く）。第2・3類は第1類同様白川伯王家・資継王の旧蔵本。資継王が加点しているため、本文とは異なり訓点は伯家点系である。北野天満宮蔵。
  - 卜部兼右本 天文9年（1540年）写 巻第三〜三十 - 大永5年（1525年）に吉田家前当主の卜部兼満が家に火を放って出奔した際に卜部家伝来の本も焼失したため、若くしてその後を継いだ兼右が、以前に卜部家本を書写していた三条西実隆の本を書写させてもらい、更に一条家の本（一条兼良写、卜部兼煕証）で校合して証本としたもの。当初は全巻揃っていたが、神代巻2巻は再度失われた。人代巻28巻を完備したものとしては最古に位置する。

## 注解刊行本
- 岩波書店「日本書紀」〈日本古典文学大系 67・68〉
  - 初版：上巻1967年（昭和42年）、下巻1965年（昭和40年）、新装版1993年（平成5年）
  - 校注者：坂本太郎・家永三郎・井上光貞・大野晋
  - 原文、注釈、書き下し文を収める。
- 岩波文庫「日本書紀」〈全5巻〉、1994年（平成6年）- 1995年（平成7年）
　ワイド版岩波文庫〈全5巻〉、2003年（平成15年）
  - 「日本古典文学大系本」を改訂。原文、書き下し文、注釈を収める。
  - 旧版「訓読 日本書紀」 黒板勝美校訂（全3巻）、1928年（昭和3年）- 1932年（昭和7年）。
　改訂版で重版（復刊1987年（昭和62年））。2004年（平成16年）に一穂社でオンデマンド出版。
- 講談社学術文庫「全現代語訳 日本書紀」〈上・下〉
  - 訳者：宇治谷孟。現代語訳のみ収める、最も重版した刊行本。
  - 初版：1988年（昭和63年）、元版：創芸出版〈上・下〉、1986年（昭和61年）
- 小学館「日本書紀」〈新編 日本古典文学全集 2・3・4〉
  - 1994年（平成6年）- 1998年（平成10年）
  - 訳注者：小島憲之・直木孝次郎・西宮一民・蔵中進・毛利正守
  - 原文、書き下し文、注釈、現代語訳を収める。
    - 改訂版『日本の古典を読む② 日本書紀　上』小学館、2007年
    - 改訂版『日本の古典を読む③ 日本書紀　下・風土記』小学館、2007年
- 中央公論新社〈中公文庫〉「日本書紀」〈上・下〉 、2020年（令和2年）。文庫解説大津透
  - 現代語全訳：井上光貞監訳、上巻：川副武胤・佐伯有清訳、下巻：笹山晴生訳
  - 元版：中公クラシックス 全3巻、2003年（平成15年）- 2004年（平成16年）
    - 別版：中央公論社（上・下）、1987年（昭和62年）。原文、注釈、索引、現代語訳を収める。
- 吉川弘文館『新訂増補 國史大系 第1巻　日本書紀』〈上・下〉
  - 黒板勝美編、原文のみ（校訂担当は、丸山二郎・土井弘・井上薫）
  - 元版は 1951年（昭和26年）- 1952年（昭和27年）。普及版は 1981年（昭和56年）- 1982年（昭和57年）
  - 復刊 1998年（平成10年）、2002年（平成14年）ほか。2007年（平成19年） オンデマンド (OD) 版。